# Müncheni S-Bahn
Az S-Bahn München egy S-Bahn hálózat Münchenben. A hálózat 8 vonalból áll, teljes hossza 444 km, melyen 150 állomás található. Összesen 238 S-Bahn motorvonat közlekedik rajta (gyakran kettesével vagy hármasával csatolva), munkanapokon kb. 840 000 utast szállítva el. A vonalak többsége Münchenben fonódik, így Pasing és München Ostbahnhof között több járatot is választhatunk. A szerelvények általában 20 percenként járnak. A belvároson áthalad egy alagút, melyet az S5 kivételével az összes viszonylat használ. A Müncheni S-Bahn az U-Bahnnal együtt a város fő tömegközlekedési eszköze, mely több mint 2,7 millió embert szolgál ki a városban és a környező településeken. Az S-Bahn forgalom 1972. május 22-én indult meg a 360 km-es hálózaton, melyen 101 vonat közlekedett.
A metró mellett a müncheni S-Bahn a legfontosabb helyi tömegközlekedési eszköz München nagyvárosában. A DB Regio üzemelteti, és a müncheni közlekedési és díjszabási szövetségbe (MVV) van integrálva. Az illetékes tömegközlekedési hatóság a Bayerische Eisenbahngesellschaft (BEG).
Hétköznapokon a forgalom 840 000 és 950 000 utas között mozog, a fő forgalmat a München környéki területekről München városába a reggeli csúcsforgalomban és a délutáni csúcsforgalomban visszaáramló ingázók jelentik. A müncheni S-Bahn mintegy 1600 embert foglalkoztat, ebből mintegy 750-et mozdonyvezetőként, további 120-at pedig kiszolgáló személyzetként dolgozik.
A vonalhálózat hosszát tekintve a müncheni S-Bahn a harmadik legnagyobb Németországban (az S-Bahn Rhein-Ruhr és az S-Bahn Mitteldeutschland után).

## Vonalhálózat

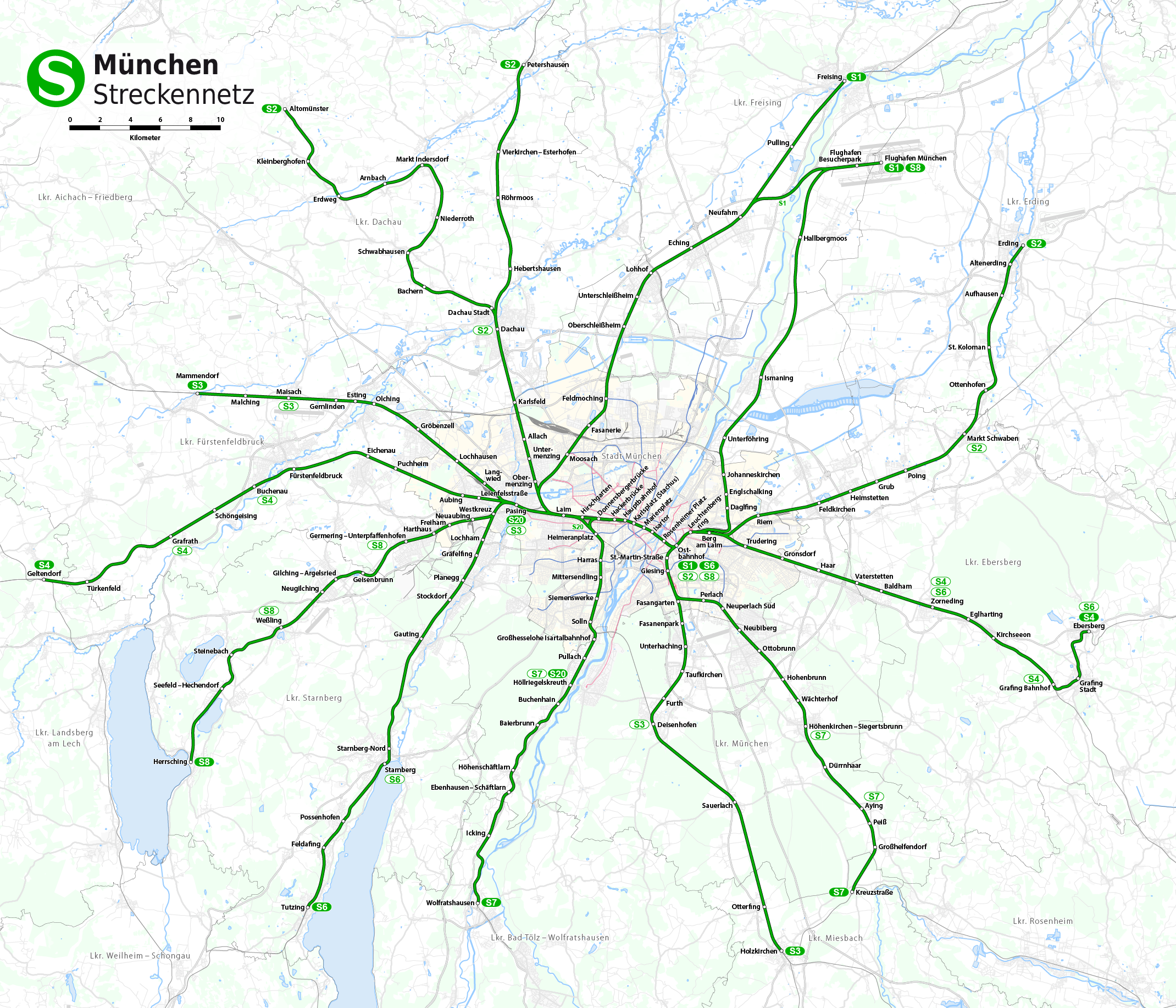
A S-Bahn vonalhálózata 2014 óta

### Rendszer
Az S-Bahn-hálózat középpontjában a fővonal áll a München központja alatt futó összekötő alagúttal. Az alagúttól nyugatra a hálózat hét vonalra ágazik szét, amelyeket eredetileg északról délre számoztak S1-től (Freising) S7-ig (Wolfratshausen). Ezek a fővonal alagútján keresztül kapcsolódnak az öt keleti ághoz. Az ebersbergi elágazást két vonal (S4 és S6) szolgálja ki. Az S1 Leuchtenbergringnél ér véget. Ebből adódik a keleti számozás. 1991 júniusában történt az első váltás az Ebersbergbe vezető elágazáson az S4-ről az S5-ösre. A Wolfratshausenbe tartó vonalat kezdetben S10-esnek hívták, és csak akkor lett S7-es, amikor a fővonalba bekötötték.
Az Ismaningon keresztül a repülőtérre vezető keleti ágon a vonalváltoztatások elkerülése érdekében az ott közlekedő vonalat a leírt rendszertől eltérően állandóan S8-asnak nevezik. Ennek következtében a nyugati ágról érkező egyik számot kihagyták; ez volt a jelenleg az S5-ös vonal.
Ezen kívül a Pasing és Höllriegelskreuth között közlekedő S20-as vonal nem a fővonali alagúton halad át. Az S20-as és a korábbi S27-es vonalak 20-as számtartománya e két vonal bevezetésének idejéből származik, mivel ezek még a Grosshesseloher Brücke nevű hídon keltek át az Isaron, és Deisenhofenig közlekedtek, a Deisenhofenen keresztül Holzkirchenbe tartó elágazás pedig még az S2 számot viselte (a mai S3 helyett).
2014-ig a Dachau–Altomünster-vasútvonalon közlekedett a dízelüzemű A vonal, amely szintén az S-Bahn hálózat része volt. Ez az S2-es vonalon indult Dachauból és Altomünsterig közlekedett. Az 520 millió eurós bővítési program részeként 2014 decemberére villamosították, és szárnyvonalként integrálták az S2-esbe.
A menetrendben az S-Bahn-vonalak a 999.1-től 999.8-ig tartó menetrendi vonalak között szerepelnek. Az S20 és az S27 2013-ig a 999.20-as, az A vonal 2014-ig a 999.30-as vonalszámot viselte a menetrendben.

### Vonalak és ütem

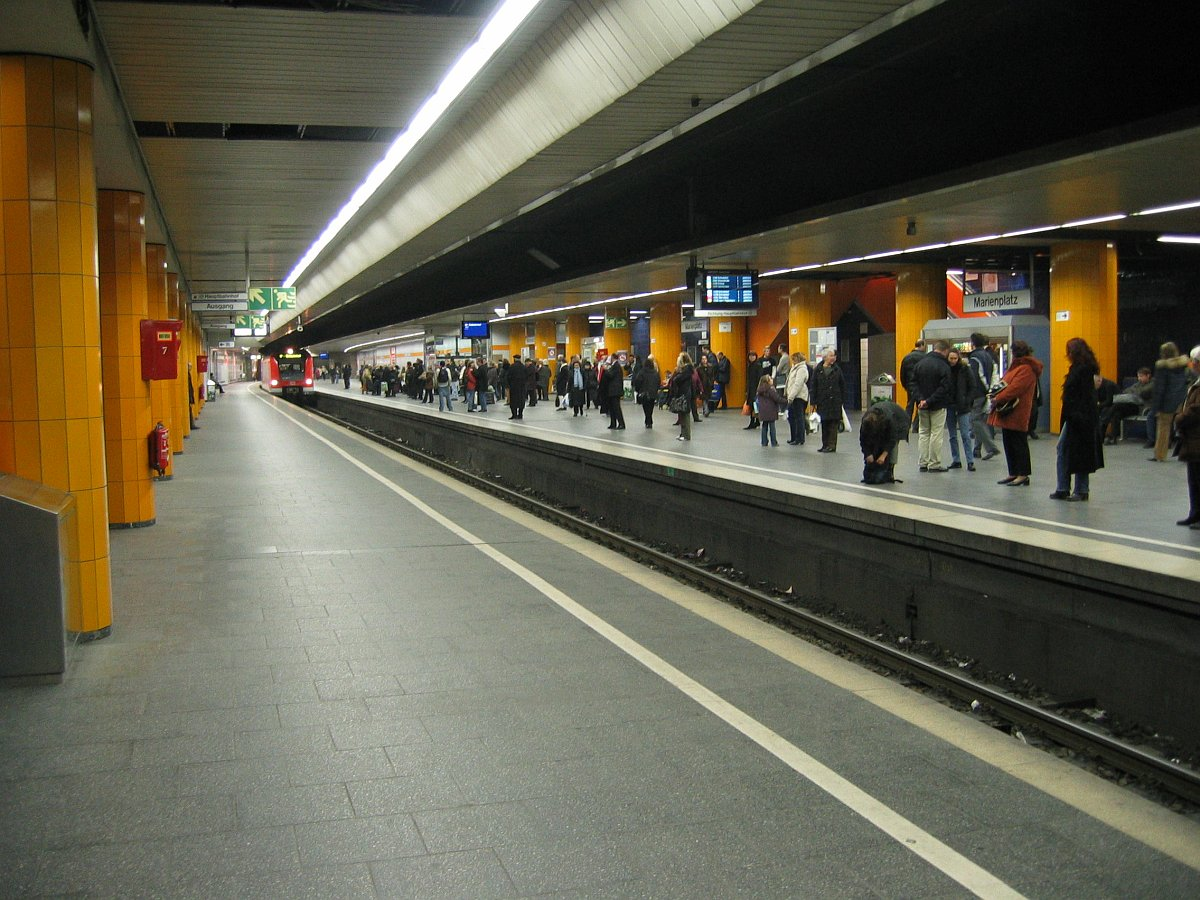
Marienplatz (S1, S2, S3, S4, S6, S7, S8) közös megállója, ami a metróhoz hasonló mélyállomás a város szívében, de 15 kV-os nagyvasúti S-Bahn számára. A gyakori átszállásra kényszerítés és az egyes járművek közötti gyaloglás a tömegközlekedés legnagyobb ellensége. Ezt Münchenben már 1972-ben felismerték.

A müncheni S-Bahn (Az S1-es vonaltól az S8-as vonalig) alapüteme egész nap 20 perc. Az egyes ágak egyes szakaszain 2004 őszétől csúcsidőben 10 perces gyakoriságot alakítottak ki mentesítő vonatok segítségével. A 2010-es évek végére azonban ezt fokozatosan megszüntették az egyre gyakoribb vonatkimaradások miatt. Ezek azonban 2020 eleje óta - a fővonalon folyó építkezések idejét kivéve - ismét közlekednek. Speciális eset az Erdingbe tartó vonal, ahol az Erdingből érkező gyorsvonatok és a Markt Schwabenből érkező normál S-Bahn vonatok kombinációja közlekedik a csúcsforgalom  irányába, amelyeket az Ostbahnhofból induló 10 perces intervallumba integrálnak. Hasonló módon történik ez az S7-es vonalon is Höhenkirchen-Siegertsbrunn és Kreuzstraße között. Ezenkívül az S4-West vonalon is vannak szórványos csúcsidőszaki járatok, bár ezek nem használják a fővonali alagutat. Néhány külső ágon a csúcsidőn kívüli óránkénti három vonat közül az egyik már néhány megállóval a végállomás előtt megfordul, ami a külső szakaszokon 20/40 perces ütemet eredményez.
| Járatszám | Útvonal | Járatsűrűség  |
| --------- | --- | ------------- |
| S1        | Freising – Pulling – Neufahrn / Flughafen München – Flughafen Besucherpark – Neufahrn – Eching – Lohhof – Unterschleißheim – Oberschleißheim – Feldmoching – Fasanerie – Moosach – Laim – Hirschgarten – Donnersbergerbrücke – Hackerbrücke – Hauptbahnhof – Karlsplatz (Stachus) – Marienplatz – Isartor – Rosenheimer Platz – Ostbahnhof | 20 percenként |
| S2        | Petershausen – Vierkirchen-Esterhofen – Röhrmoos – Hebertshausen – Dachau / Altomünster – Kleinberghofen – Erdweg – Arnbach – Markt Indersdorf – Niederroth – Schwabhausen – Bachern – Dachau Stadt – Dachau – Karlsfeld – Allach – Untermenzing – Obermenzing – Laim – Hirschgarten – Donnersbergerbrücke – Bahnhof Hackerbrücke – Hauptbahnhof – Karlsplatz (Stachus) – Marienplatz – Isartor – Rosenheimer Platz – Ostbahnhof – Leuchtenbergring – Berg am Laim – Riem – Feldkirchen – Heimstetten – Grub – Poing – Markt Schwaben – Ottenhofen – St. Kolomann – Aufhausen – Altenerding – Erding | 20 percenként |
| S3        | Mammendorf – Malching – Maisach – Gernlinden – Esting – Olching – Gröbenzell – Lochhausen – Langwied – Pasing – Laim – Hirschgarten – Donnersbergerbrücke – Bahnhof Hackerbrücke – Hauptbahnhof – Karlsplatz (Stachus) – Marienplatz – Isartor – Rosenheimer Platz – Ostbahnhof – St.-Martin-Straße – Giesing – Fasangarten – Fasanenpark – Unterhaching – Taufkirchen – Furth – Deisenhofen – Sauerlach – Otterfing – Holzkirchen | 20 percenként |
| S4        | Geltendorf – Türkenfeld – Grafrath – Schöngeising – Buchenau – Fürstenfeldbruck – Eichenau – Puchheim – Aubing – Leienfelsstraße – Pasing – Laim – Hirschgarten – Donnersbergerbrücke – Bahnhof Hackerbrücke – Hauptbahnhof – Karlsplatz (Stachus) – Marienplatz – Isartor – Rosenheimer Platz – Ostbahnhof – Leuchtenbergring – Berg am Laim – Trudering – Gronsdorf – Haar – Vaterstetten – Baldham – Zorneding – Eglharting – Kirchseeon – Grafing – Grafing Stadt – Ebersberg | 20 percenként |
| S5        | Kreuzstraße – Großhelfendorf – Peiß – Aying – Dürrnhaar – Höhenkirchen-Siegertsbrunn – Wächterhof – Hohenbrunn – Ottobrunn – Neubiberg – Neuperlach Süd – Perlach – Giesing – St.-Martin-Straße – Ostbahnhof – Rosenheimer Platz – Isartor – Marienplatz – Karlsplatz (Stachus) – Hauptbahnhof – Hackerbrücke – Donnersbergerbrücke – Hirschgarten – Laim – Pasing (– Westkreuz – Neuaubing – Freiham – Harthaus – Germering-Unterpfaffenhofen – Geisenbrunn – Gilching-Argelsried – Neugilching – Weßling)                                                                                          | 20 percenként |
| S6        | Tutzing – Feldafing – Possenhofen – Starnberg – Starnberg Nord – Gauting – Stockdorf – Planegg – Gräfelfing – Lochham – Westkreuz – Pasing – Laim – Hirschgarten – Donnersbergerbrücke – Bahnhof Hackerbrücke – Hauptbahnhof – Karlsplatz (Stachus) – Marienplatz – Isartor – Rosenheimer Platz – Ostbahnhof (– Leuchtenbergring – Berg am Laim – Trudering – Gronsdorf – Haar – Vaterstetten – Baldham – Zorneding – Eglharting – Kirchseeon – Grafing – Grafing Stadt – Ebersberg) | 20 percenként |
| S7        | Wolfratshausen – Icking – Ebenhausen-Schäftlarn – Hohenschäftlarn – Baierbrunn – Buchenhain – Höllriegelskreuth – Pullach – Großhesselohe Isartalbahnhof – Solln – Siemenswerke – Mittersendling – Harras – Heimeranplatz – Donnersbergerbrücke – Bahnhof Hackerbrücke – Hauptbahnhof – Karlsplatz (Stachus) – Marienplatz – Isartor – Rosenheimer Platz – Ostbahnhof – St.-Martin-Straße – Giesing – Perlach – Neuperlach Süd – Neubiberg – Ottobrunn – Hohenbrunn – Wächterhof – Höhenkirchen-Siegertsbrunn – Dürrnhaar – Aying – Peiß – Großhelfendorf – Kreuzstraße                              | 20 percenként |
| S8        | Herrsching – Seefeld-Hechendorf – Steinebach – Weßling – Neugilching – Gilching-Argelsried – Geisenbrunn – Germering-Unterpfaffenhofen – Harthaus – Freiham – Neuaubing – Westkreuz – Pasing – Laim – Hirschgarten – Donnersbergerbrücke – Bahnhof Hackerbrücke – Hauptbahnhof – Karlsplatz (Stachus) – Marienplatz – Isartor – Rosenheimer Platz – Ostbahnhof – Leuchtenbergring – Daglfing – Englschalking – Johanneskirchen – Unterföhring – Ismaning – Hallbergmoos – Flughafen Besucherpark – Müncheni repülőtér                                                                                | 20 percenként |
| S20       | Pasing – Heimeranplatz – Mittersendling – Siemenswerke – Solln Grosshesselohe Isartalbahnhof – Pullach – Höllriegelskreuth | 20 percenként |

Az  S-Bahn Hauptbahnhof – Karlsplatz – Marienplatz – Isartor – Rosenheimer Platz megállói metrómegálló-jelleggel, a föld alatt vannak, a többi megállóként pedig a meglevő felszíni vasúti megállóhelyeket használja. A bemutatott Stammstrecke (törzsvonal) szakaszt – egyes kivételtől eltekintve – az összes S-Bahn érinti, megállókban közös peronos átszállást biztosítva, mielőtt a felszínen elágaznának.
A nagy forgalmú megállók 3 peronnal rendelkeznek: A középső peront foglalják el a vonatra várakozó utasok, míg a két szélsőt a vonatról leszállók használják. Az S-Bahn szerelvény megállóhelyre érkezésekor mindkét oldalon nyit ajtót, a menetirány szerinti bal oldalról, a széles középperonról az utasok felszállnak, jobb oldalon pedig a leszállók egy időben elhagyják a vonatot. Mivel ily módon a le- és felszállás egyszerre hajtható végre, gyorsabb utascsere valósítható meg.
Az átlagosan 10-20 percenként járó vonatok a fent említett föld alatti Stammstrecke részen gyakran percen belüli követési távolsággal érkeznek, így folyamatos jelfeladásra alkalmaz LZB vonatbefolyásolást építettek ki a szakaszon.

### Megállóhelyek és átszállási kapcsolatok

#### Korábbi vonalak

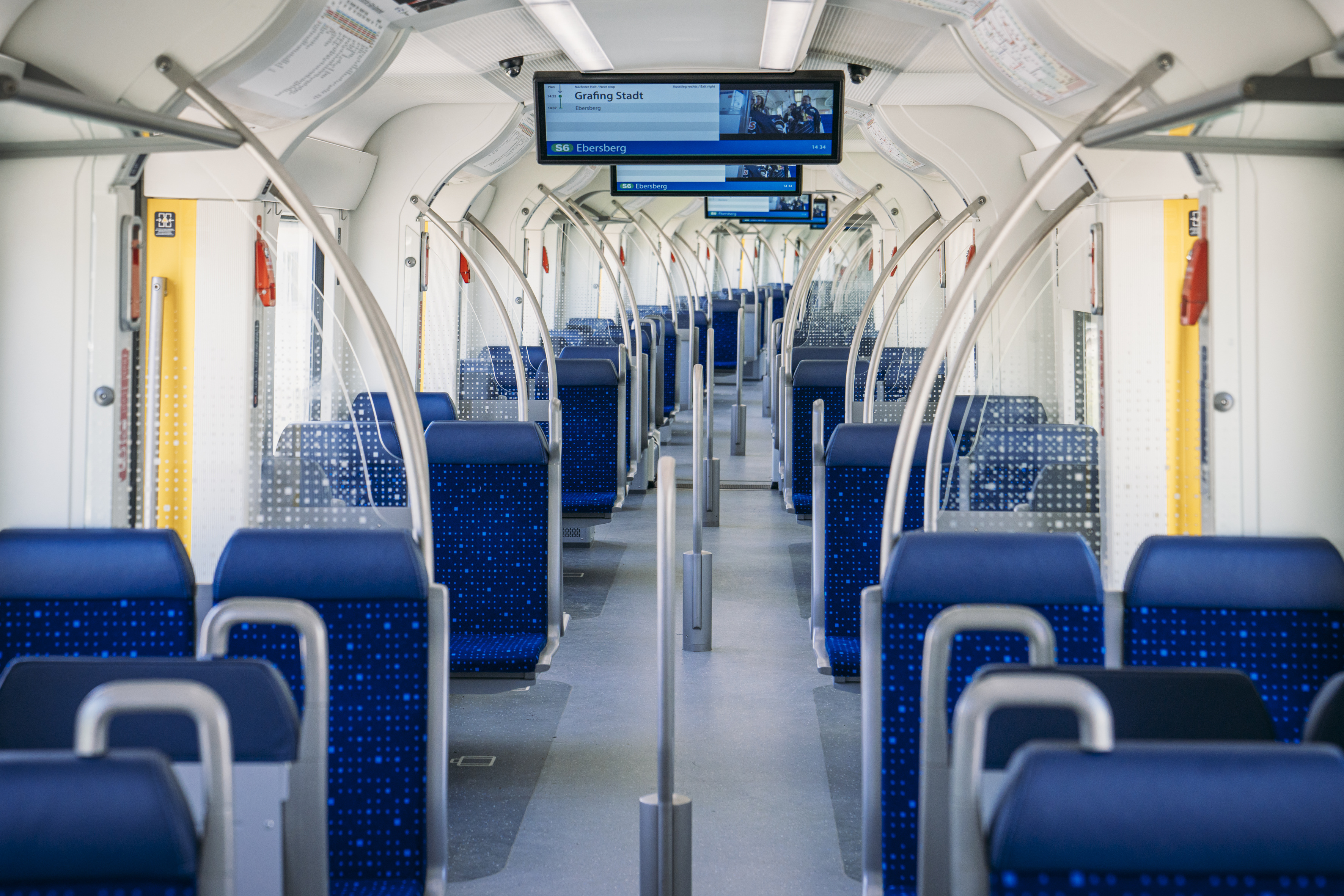
Egy S-Bahn motorvonat belseje

- /: Amíg a Donnersbergerbrücke-nél a fővonali vágányok alá nem építettek alagutat, az S10 1981. május 31-ig a mai S7-es helyett a főpályaudvarig (Holzkirchner Flügelbahnhof) közlekedett megállás nélkül Donnersbergerbrücke és Hackerbrücke megállóhelyeken áthaladva. Az S27-es helyett, amely később a főpályaudvar starnbergi szárnyállomására közlekedett, az S22-es szintén a Holzkirchner Bahnhofban végződött.[8] Mozdonyvontatású ingavonatokat használtak.
- /: Az S5 és az S11 az 1972-es nyári olimpiai játékok idején különvonalként közlekedett Johanneskirchen (S5) és Moosach (S11) érintésével a ma már használaton kívüli Olympiastadion állomásig.[8]
- Pasingből Mittersendlingen keresztül Deisenhofenbe S12 jelzéssel közlekedtek az ingavonatok az S7 megnyitásáig, majd ezek a vonatok S-Bahn megjelölés nélkül közlekedtek. Később a vonalat megerősítették, és S20 néven ismét S-Bahn-jelölést kapott.
- S21: Az 1972-es olimpiai játékok idején ez a vonal a versenynapokon az S1-es vonalat erősítette Starnberger Flügelbahnhof és Oberschleißheim között.
- S25: Ez a vonal erősítő vonalként közlekedett, kb. 400 méter hosszú, kettős ingavonatokkal, közbenső mozdonyokkal München Ost és az Olympiastadion állomás között.
- Az , 1985-től az , 1988-ig az Olimpiai Parkban tartott nagyrendezvények idején különvonalként közlekedett Moosachon keresztül az Olympiastadion állomásig.
- /: Az S3 az S8-as repülőtéri vonal megépítéséig (1991) a Nannhofen (2004 óta: Mammendorf)-Ismaning útvonalon közlekedett. A repülőtérre vezető vonal megépítése után az S8 nyugaton Pasingben végződött, az S3 pedig kelet felé, az Ostbahnhofig közlekedett. A két vonalat később összevonták, hogy tehermentesítsék a fővonalat. A repülőtéri vonal fontossága miatt az S3 elnevezést elhagyták.
- : 2004 decemberétől 2005 decemberéig az S3 reneszánszát élte: Maisach és Zorneding között csúcsidőben erősítő vonalként közlekedett, hogy az ígért 10 perces járatsűrűséget ezeken a szakaszokon megvalósítsa. (Piros/fekete színű). Egy év múlva ez a járat elavulttá vált, mivel az S4 és az S8 nyugati ágait felcserélték.
- : Az S5 elnevezés a 2009. decemberi menetrendváltással együtt megszűnt, azóta a Herrschingbe vezető útvonalat az S8, a Holzkirchenbe vezető útvonalat pedig az S3 szolgálja ki. Az S5-öst 2024 decemberében vezették be újra. Ez az S7-es járat a Kreuzstraße és a Donnersbergerbrücke között helyettesíti az S7-est, és onnan Pasingig közlekedik. Csúcsidőben az S8-as gyorsítójaként közlekedik Germering-Unterpfaffenhofenig, illetve időnként Weßlingig a régi ágon. Miután az S8 színét a régi S5-öshöz igazították, az újbóli bevezetéskor színváltásra került sor.[9][10]
- : Az S3-ast a menetrendváltással 2009 decemberében vezették be újra. Most Mammendorf és Holzkirchen között közlekedik.
- : Az S27 Starnberger Flügelbahnhof-ról, a főpályaudvarról az S7-es útvonalán közlekedett Sollnig, a Großhesseloher hídon átkelt az Isaron, majd továbbment Deisenhofenbe. Az S27-es járatot 2013. december 15-én megszüntették; helyére a Meridian regionális vonatok léptek.[11]
- A: 1995-től 2014-ig az A vonal volt az egyetlen nem villamosított müncheni S-Bahn vonal, amely a Dachau–Altomünster-vasútvonalon közlekedett. A vonal villamosításának befejezését követően 2014. december 14-én szárnyvonalként az S2 vonalba épült be.

### Vasútállomások
A Deutsche Bahn hálózatának 31 alagútállomásából nyolc a müncheni S-Bahn területén található, ebből öt a főpályaudvar és az Ostbahnhof közötti fővonalon, három pedig az S8-as repülőtéri vonalon.

#### Akadálymentes bővítés

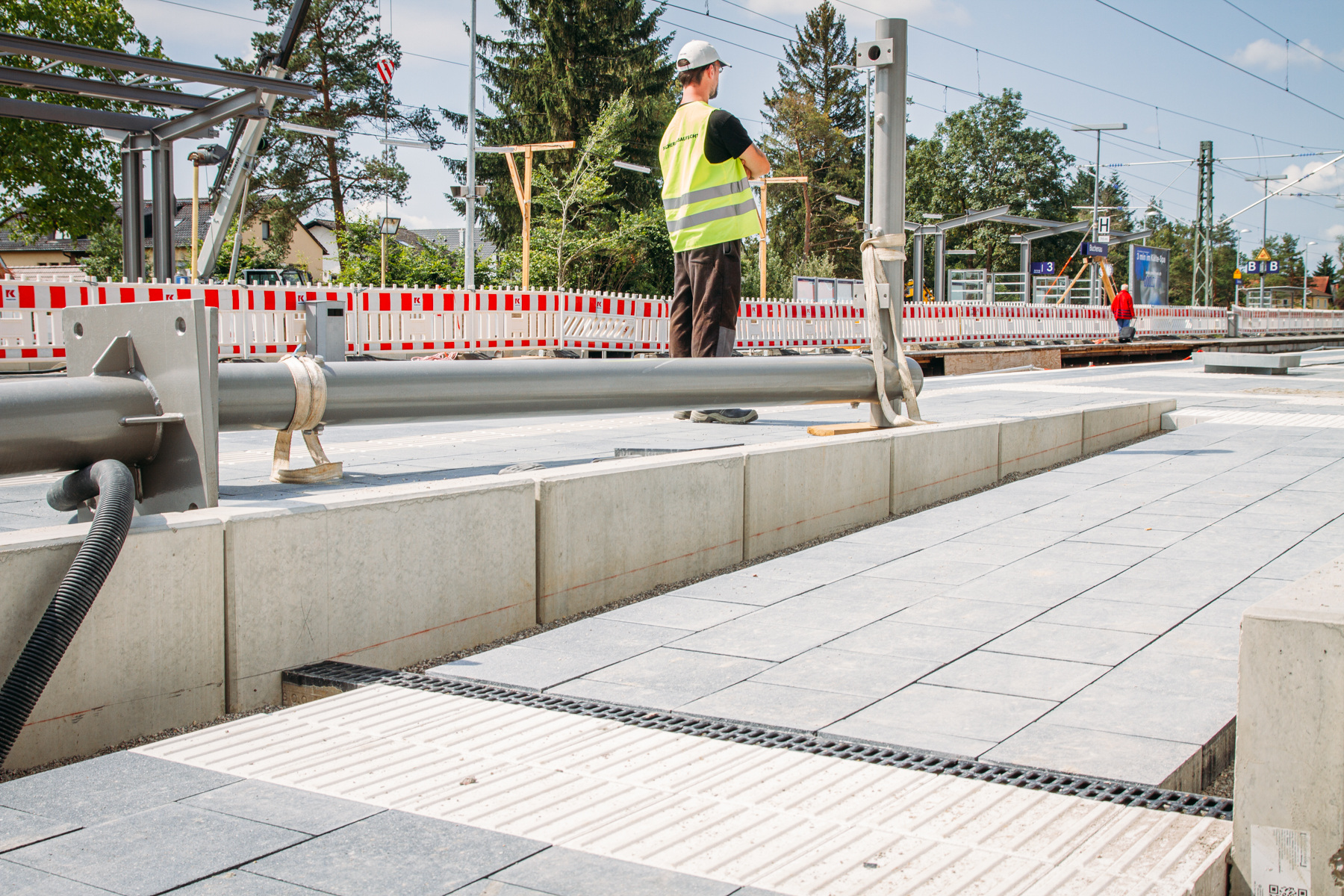
Buchenau állomás átépítése az akadálymentesítés érdekében

Az eredeti, 1972-es állapotában egyetlen állomás sem volt akadálymentes a külső területen, és csak néhány állomás a fővonal alagútja mentén. A mindössze 76 centiméteres peronmagasság (96 centiméteres vonatfelszállási magassággal) és a liftek hiánya a legtöbb esetben ezt megakadályozta. Az 1990-es évek vége óta azonban a müncheni S-Bahn állomásait fokozatosan akadálymentesítették. Kezdetben ez többnyire a vonalbővítések részeként történt, mivel az állomásokat gyakran amúgy is le kellett bontani és átépíteni, például a Grafing Bahnhof (1999), Deisenhofen (2004) és Dachau (2005) felé vezető többvágányú vonalszakaszokon. Időközben azonban a nem korszerűsített külső vonalak egyes állomásait is egyre inkább felújítják. Mivel a felvonók utólagos felszerelése és a peronfelület 96 centiméterre történő megemelése mellett általában számtalan egyéb munkálatot is végeznek, a müncheni S-Bahn állomások megjelenése az 1970-es évek elejének elavult színvonaláról egyre inkább a korábbinál érezhetően modernebbé válik. Ez mindenekelőtt új, áttetsző perontetőket és új peronbútorokat (padok, információs vitrinek) jelent. Csak néhány pályaudvaron maradt meg nagyrészt az eredeti, 1972-es állapot.
2017-ben a bajor legfelsőbb számvevőszék kifogásolta, hogy a müncheni S-Bahnon az akadálymentesítés többször megáll a peronszéleken. A mozgáskorlátozottak számára számos állomáson túl nagy a távolság a vasúti járműtől. Ahhoz, hogy 2023-ra megvalósuljon az akadálymentesítés célja, a strukturális intézkedéseket és a műszaki megoldásokat, például a vasúti járművek esetében, szorosan össze kell hangolni.

#### Kihalt vasútállomások

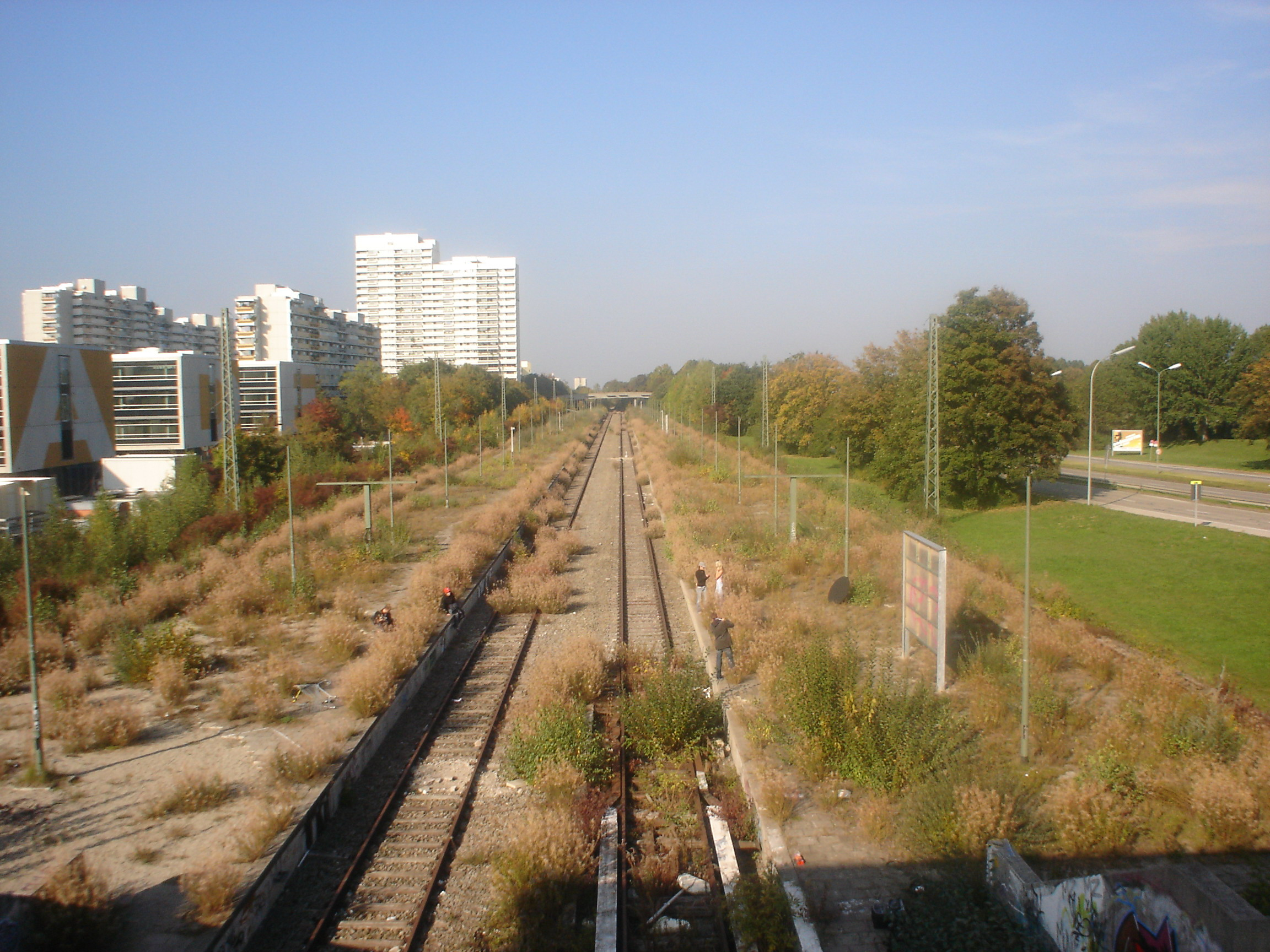
Az 1988 óta bezárt Olympiastadion állomás 2006-ban

Különlegességként a müncheni S-Bahn számos használaton kívüli állomással rendelkezik, amelyek mindegyike a föld felett van, de nem bontották le. Említést érdemel itt az egykori Olympiastadion S-Bahn állomás, amelyet 1972-ben az olimpiai játékokra nyitottak meg, és amely az 1972. évi nyári olimpiai játékok alatt jelentős forgalmi terhelést jelentett. Ezt követően az állomást futballmérkőzések napjain vagy az Olimpiai Stadionban zajló események idején még különjárat szolgálta ki, de aztán feleslegessé vált, és végül 1988-ban bezárták. Az állomás ma még nagyrészt eredeti állapotában van, de állapota gyorsan romlik. Több éve nincs vágánykapcsolat a hálózat többi részével, mivel a vonalat az U3-as metróvonal meghosszabbításának munkagödre szakította meg. Az állomás reaktiválását nem tervezik, mivel a területet jelenleg az Olympia bevásárlóközpontig meghosszabbított müncheni metróvonalak szolgálják ki. Miután a müncheni főpályaudvartól a müncheni repülőtérig tartó Transrapid-projekt tervezése befejeződött, amelynek útvonala közvetlenül az egykori vasútállomáson keresztül vezetett volna, szabaddá vált az út München városa számára a terület megvásárlására, amely ezen az útvonalon kerékpáros és gyalogos összeköttetést tervez München északi része felé.

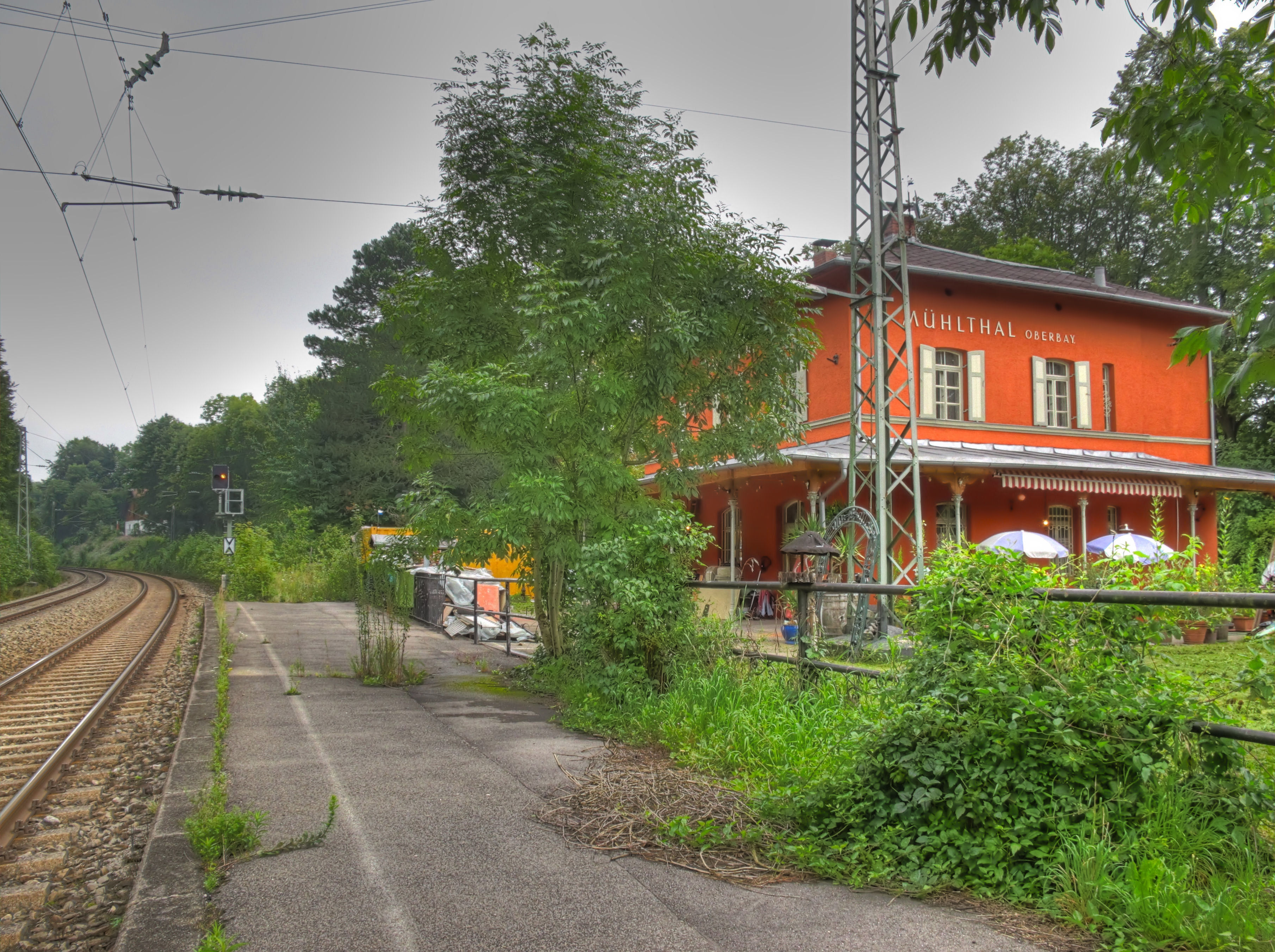
A használaton kívüli Mühlthal vasútállomás 2010-ben

A város délnyugati peremén fekvő Freihamnak 1975 májusának végéig saját S-Bahn állomása volt az S5-ös (ma 8-as) vonalon, de azt bezárták, mivel naponta csak mintegy 70 utas szállt fel és le. Azóta az állomásépületben csak a jelzőállomást használják. A peronokat az 1980-as évek közepén az S-Bahn vonal kétvágányú bővítése során lebontották. A jelenlegi nagyszabású új építkezések miatt a kerületet 2013 óta a kerület központjában található új freihami megállóhelyen keresztül újra összekötötték a jelenlegi S8-as vonallal.
A külső kerületben meg kell említeni a Starnbergtől kissé északra fekvő Mühlthal S-Bahn megállót is. Miután 2001. június 10-én megnyitották az új Starnberg Nord S-Bahn állomást, a meglehetősen gyéren látogatott mühlthali állomást az új menetrenddel 2004 decemberében bezárták. Mivel az állomás minden falutól távol, az erdő közepén feküdt, kuriózum volt, és „túrázóállomásnak” számított, mivel nem szolgált ki napi ingázókat, csak kirándulókat, így a bezárás viszonylag könnyen végrehajtható volt. Az állomás központi helyszíne volt a Derrick című krimisorozat Waldweg című premier epizódjának, amelyet 1974. október 20-án sugároztak először. A mühlthali állomás peronjait 2020-ban lebontották.

## Járművek
Jelenleg forgalomban:
- ET 423 (2000-től)

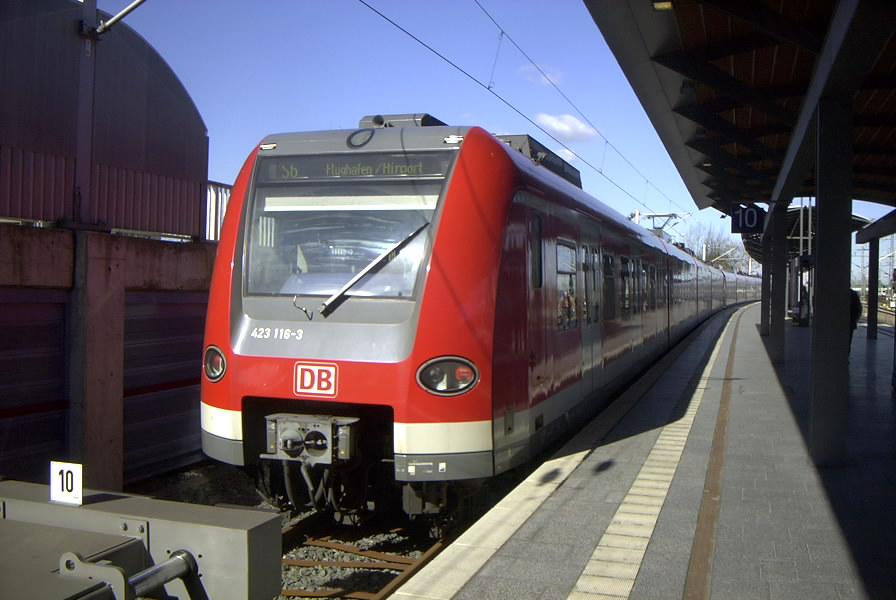
ET 423

- ET 420 ("Olimpia vonat", 1972 és 2004 között, majd 2014 végétől a korábbi A jelű vonalon)

Forgalomból kivonva:
- ET 420 ("Olimpia vonat", 1972 és 2004 között, majd 2014 végétől a korábbi A jelű vonalon)
- VT 628 (Az A vonalon közlekedett, mely nem volt villamosítva)

### Vonatösszeállítás
A 420-as és 423-as sorozatú S-Bahn motorvonatok közel 70 méter hosszú egységekből állnak. A müncheni S-Bahnon egy, két vagy három vontatóegység alkot egy vonatot. Az egyetlen vontatóegységet rövid vonatnak nevezik, és általában vasárnapokon és ünnepnapokon alacsony gyakorisággal közlekedik. Normál üzemben általában két kocsiból álló szerelvényt használnak, és teljes vonatnak nevezik. Csúcsidőben egyes vonalakon a nagy utasforgalom miatt háromkocsis szerelvényeket használnak; ezeket hosszú vonatoknak nevezik.
A Markt Schwaben-Erding, Dachau-Altomünster, a Höhenkirchen-Siegertsbrunn felől érkező Giesing-Kreuzstraße és a Solln felől érkező Isartalbahn vasútvonalak a peronhossz miatt nem alkalmasak hosszú vonatok közlekedtetésére. Ennek következtében az S2, S7 és S20 vonalakon csak teljes vonatok közlekednek ezeken a szakaszokon.

### Jelenleg használt járművek

#### A járműpark áttekintése
Amikor a 424-es sorozatú járművek 2023 végén forgalomba állnak, a müncheni S-Bahn flottája összesen 289 járműből fog állni a következő sorozatból:

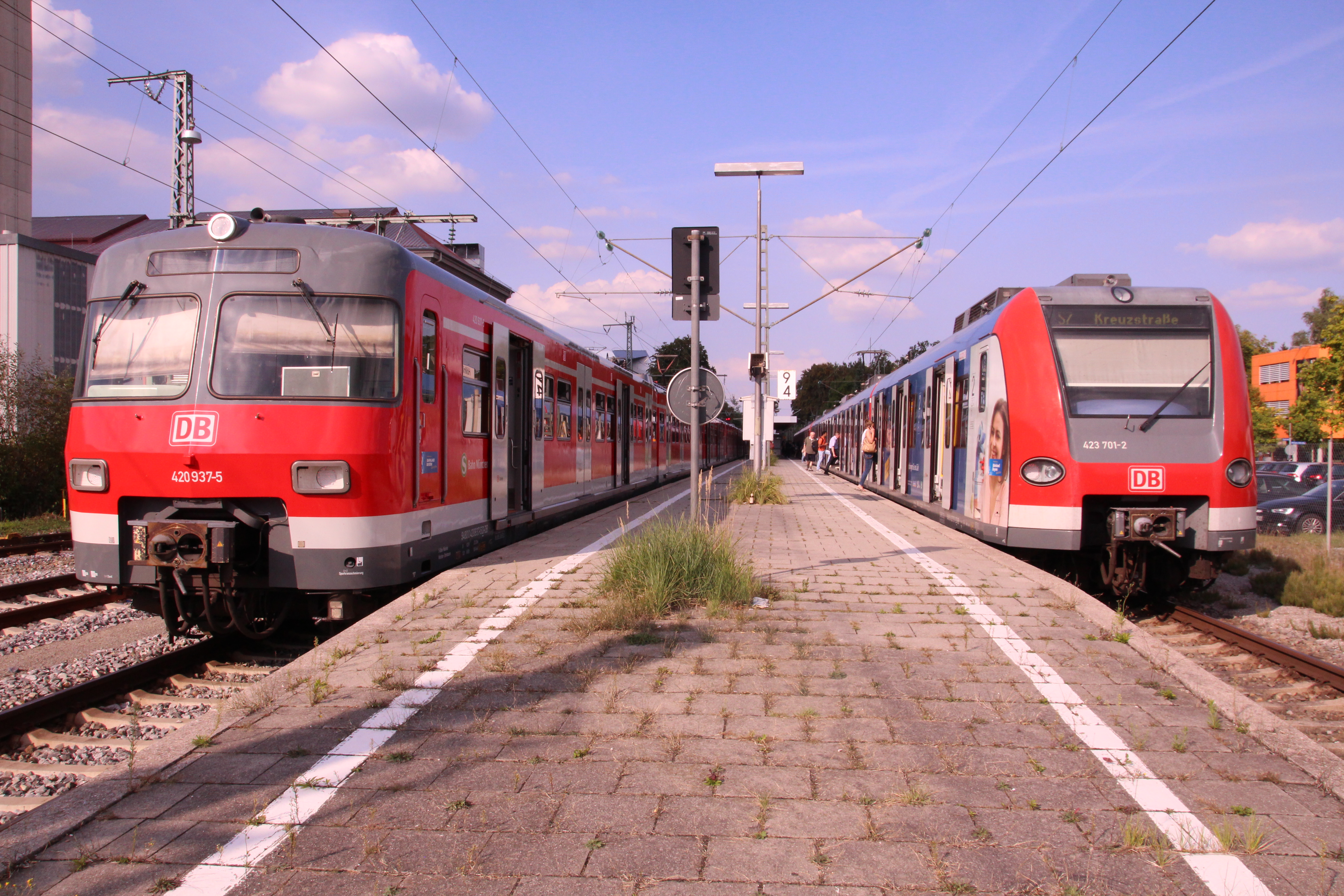
Az S20 (420 sorozat) és az S7 (423 sorozat) vonatai ugyanazon a peronon találkoznak Höllriegelskreuthban

| Sorozat | Darabszám |
| ------- | --------- |
| 420     | 036       |
| 423     | 237       |
| 424     | 016       |

#### 420 sorozat

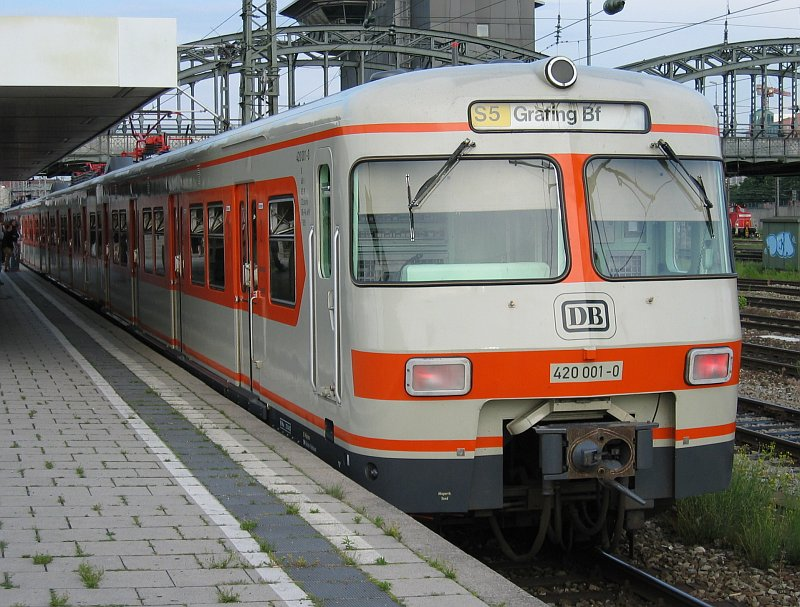
DB 420 sorozatú „olimpiai vonat”

Az S-Bahn-hálózat 1972-es megnyitásától 2004-ig a 420-as sorozat járműveit használták a müncheni S-Bahn-hálózaton. 1972-ben azonban a megrendelt 120 vontatóegységből csak 101 állt rendelkezésre, ami azt jelentette, hogy 1975-ig egyes vonalakon még mindig ingavonatokat kellett használni. Az első 120 jármű az első sorozat első sorozatából származott. A következő években a járművek iránti megnövekedett kereslet miatt a második sorozatból is mintegy 30 jármű érkezett Münchenbe. A második sorozatból származó vonatok száma változó volt, mivel más városokból származó járművekkel is cseréltek. 1979 és 1982 között az ötödik és hatodik sorozat járművei is érkeztek Münchenbe, de ezeket 1982 után ismét más S-Bahn-hálózatokban használták. 1992-től a hetedik, 1996-tól pedig a nyolcadik sorozat néhány járművével bővült, így 1996-ban a müncheni járműpark 209 járműből állt. A 423-as sorozatú járművek átadása után a 420-as sorozatú vonatokat más városoknak adták át, eladták vagy selejtezték. A müncheni S-Bahn-hálózaton utoljára 2004. december 5-én teljesített rendszeres személyforgalmat egy ilyen sorozatú szerelvény az S8-as vonalon, és azután már csak múzeumi forgalomban, rendszeres különjáratokon volt látható.
Az Altomünsterbe vezető vonal villamosítása és az ebből eredő, villamos járművek iránti többletigény miatt 2014 decembere óta ismét 420-as sorozatú motorvonatok közlekednek. Ezek eredetileg a Stuttgarti S-Bahntól átvett 8. sorozat 15 példánya volt, amelyeket a müncheni S-Bahn menetrend szerinti szolgálatába való visszatérés előtt korszerűsítettek, hogy a járművek korszerűbbnek tűnjenek, különösen az utastérben. A vonali vonatbefolyásolás hiánya miatt azonban eleinte nem tudtak a fővonalon közlekedni csúcsidőben. Ennek következtében hétfőtől péntekig csak az S2-es vonalon, Dachau és Altomünster között, valamint az S4-es vonal nyugati ágán és az S20-as vonalon közlekedtek. 2017 júniusától a vonatok hétvégén az S2-es és az S4-es vonalon is közlekedtek, és a fővonalon is megjelentek. 2018 végén az S-Bahn München és a BEG azt tervezte, hogy a növekvő kereslet kielégítése érdekében további egységeket hoz Stuttgartból Münchenbe. Stuttgartból összesen 21 további 8-as sorozatú motorvonatot szállítottak át Münchenbe. Ezeket is korszerűsítették, és a meglévő 15 egységgel együtt fokozatosan vonali vonatbefolyásolóval szerelték fel, hogy a járművek hétköznapokon a fővonalon is gond nélkül közlekedhessenek. Mára már szinte mind a 36 egységet ennek megfelelően utólagosan felszerelték, és azóta a teljes  S6-os, valamint az S2 és S8-as vonalakon hétköznapokon további járatokat vesznek át.
Mivel azonban a járművek iránti igény továbbra is fennállt, 2020. január közepétől két járművet az S-Bahn Köln és egyet az S-Bahn Rhein-Ruhr-tól kölcsönöztek, ami átmenetileg bővítette a müncheni járműparkot. A COVID-19 járvány okozta ideiglenes közlekedési korlátozások miatt a kölcsönzött járműveket nem használták ki a teljes időszak alatt, amelyet eredetileg májusig vagy júniusig terveztek, hanem április elején visszaadták őket. A kölcsönzés ideje alatt az S-Bahn München fontolóra vette a kölcsönzött 7. sorozatú 420 427-es jármű állandó jelleggel történő integrálását a flottába. A szállítási szerződés azonban ezt nem tette lehetővé, ezért úgy döntöttek, hogy az S-Bahn Rhein-Ruhrtól vásárolnak egy másik, 8. sorozatú motorvonatot (420 442), amelyet ennek megfelelően korszerűsítettek.

#### 423 sorozat

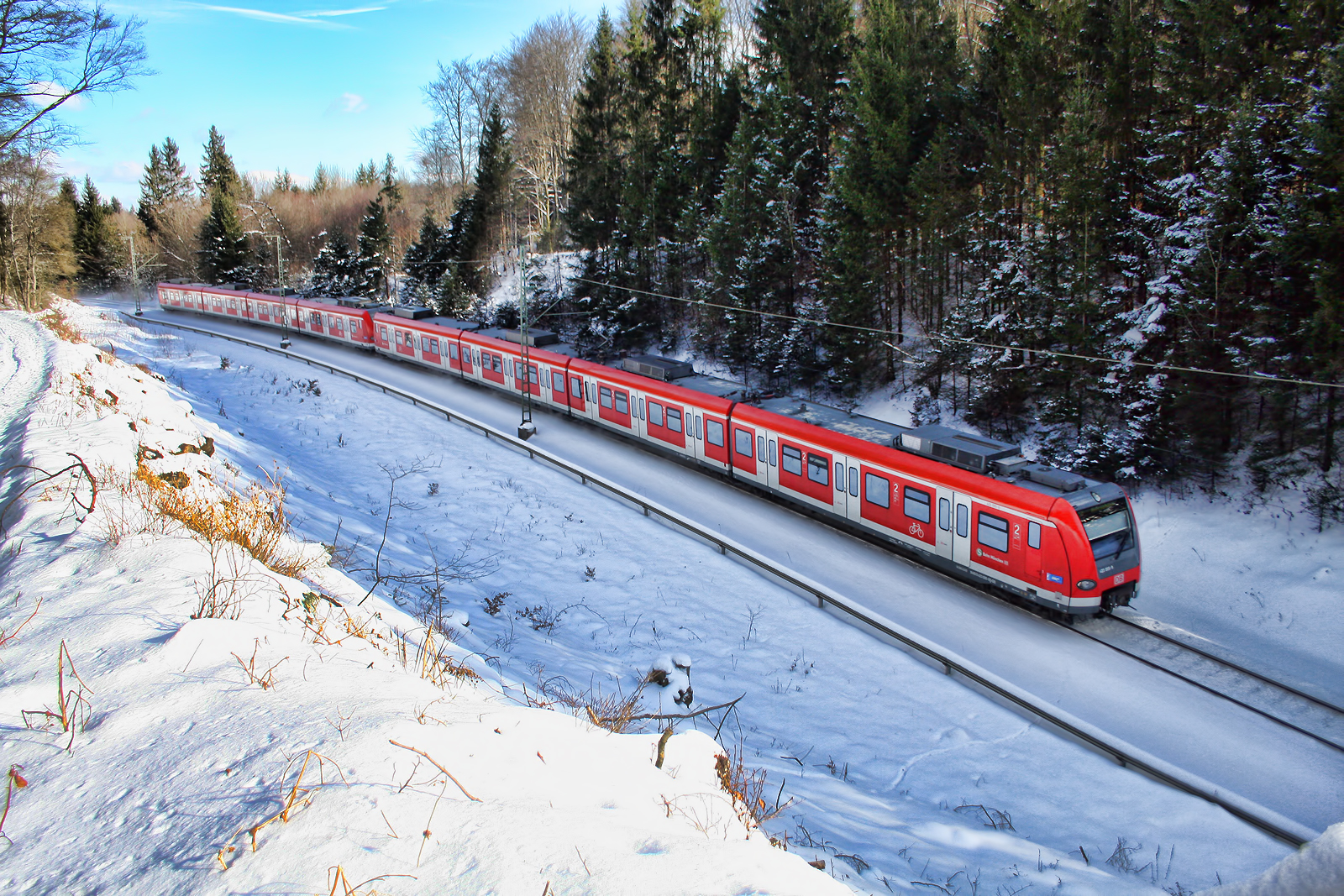
A 423 sorozat az S8-as vonalon Steinebach és Weßling között.

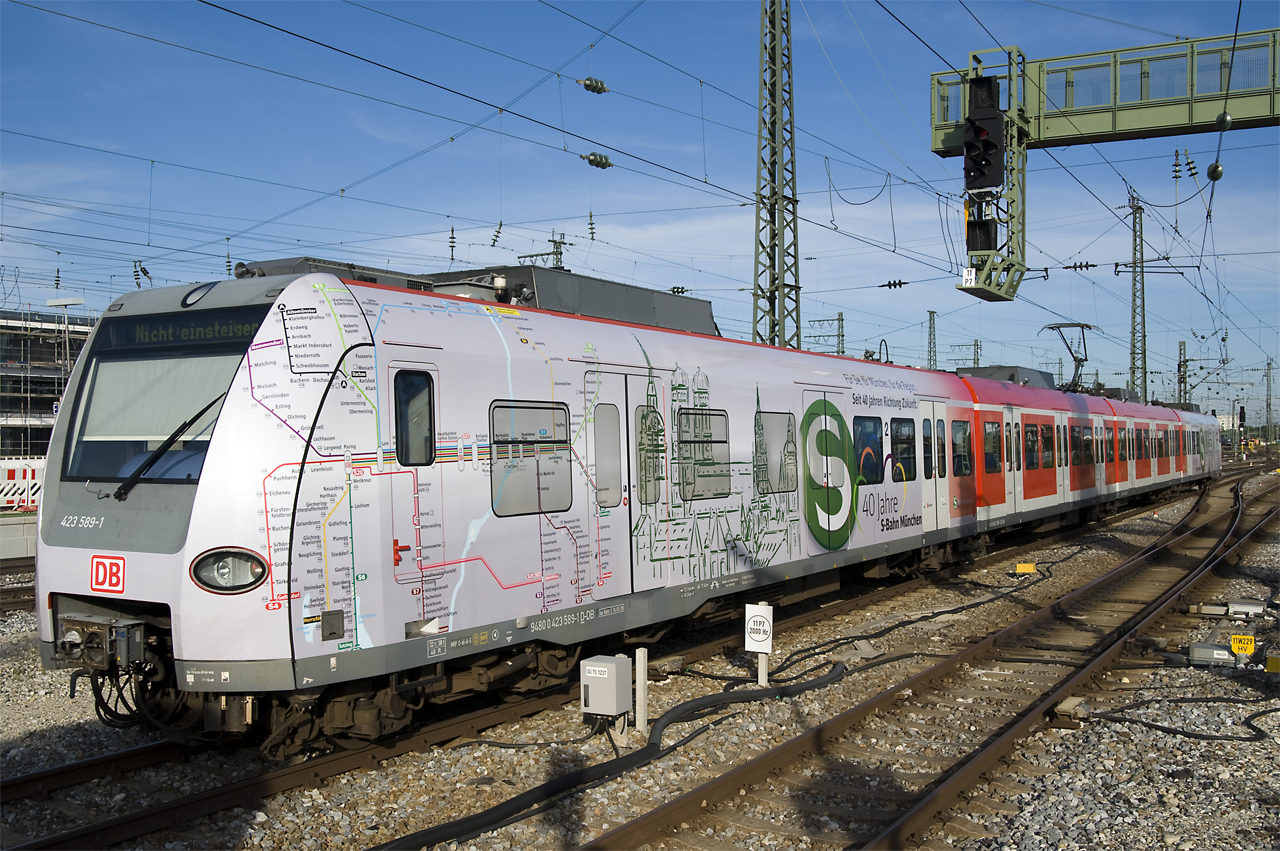
423 089 különleges festéssel a „40 éves a müncheni S-Bahn” alkalmából München-Pasingban

2000 őszétől a 420 sorozatú motorvonatokat, amelyek közül néhány több mint harminc éves volt, új 423 sorozatú járművekkel váltották fel. Az új járművek bevetését vonalanként hajtották végre, mivel a különböző sorozatba tartozó járműveket nem lehetett összekapcsolni. Elsőként az S7-es vonalon álltak forgalomba az új vontatójárművek. 2003-ig 211 vontatóegységet szállítottak le. A Takt 10 programhoz 2004-ben további 23 egységet szereztek be. További négy vonatot 2005-ben szállítottak le, így a müncheni S-Bahn flottájában jelenleg 238 vontatójármű található.
2008 januárja és júliusa között a Deutsche Bahn 105 müncheni S-Bahn-szerelvényt szerelt fel videokamerákkal. Ezeket elsősorban az előző hónapokban történt brutális támadások miatt kérték. A cél az is volt, hogy megelőzzék a vandalizmust a járműveken, amely korábban évente több mint ötmillió eurós kárt okozott. 2008 után is folytatták a videokamerás megfigyelés telepítését. A Bayerische Eisenbahngesellschaft (BEG) által támogatott telepítést 2013 közepére kellett befejezni. Az S-Bahn vonatokon ezután jelentősen csökkent a vandalizmus. A vonatok belsejében okozott károk például a 2008-as mintegy 630 000 euróról 2011-re mintegy 520 000 euróra csökkentek.
2016-ra a müncheni S-Bahn 423-as sorozatának minden járművét felszerelték a vezetőfülkéből történő központi ajtónyitással. A 2017-es menetrendi év kezdetével a forgalmas fővonal állomásain reggel 6 és este 22 óra között bevezették a központi ajtónyitást, hogy az utasok átszállási idejét lerövidítsék.

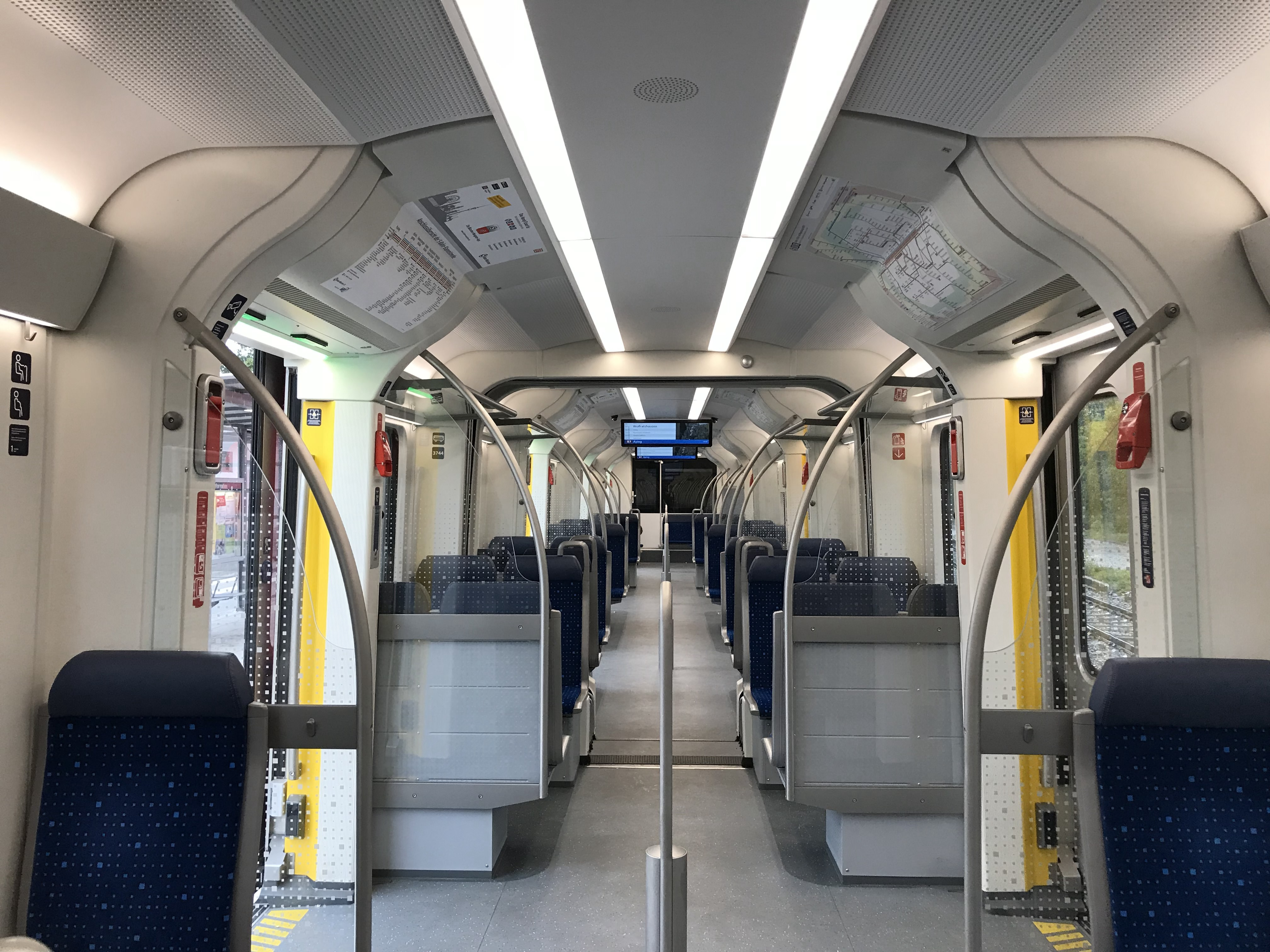
Egy korszerűsített motorvonat belseje

Annak érdekében, hogy több helyet kínáljanak az utasoknak és javítsák az utasáramlást, 2018 júliusa és 2021. november 5. között, amikor az utolsó modernizált motorvonatot újra forgalomba állították, mind a 238 darab 423 sorozatú motorvonatot egymás után modernizálták. Az ülőhelyek újratervezése mellett a járműveket többek között színes LED-es külső kijelzőkkel, valamint új belső kialakítással látták el, nagyméretű monitorokkal és új LED-es világítással.
Az összes járművet 2023 júliusáig WLAN-rendszerrel szerelték fel.
A müncheni S-Bahnnál a 423-as sorozat hat darabját az S-Bahn hálózatának helyszíneiről nevezték el. Ezek a következő egységek:
| Jármű   | Név        |
| ------- | ---------- |
| 423 058 | Starnberg  |
| 423 089 | Zorneding  |
| 423 166 | Grafing    |
| 423 201 | Herrsching |
| 423 212 | Freising   |
| 423 350 | Tutzing    |

Ezen kívül léteznek és léteztek különböző különleges festések, mint például a 423 089/689 a „40 éves a müncheni S-Bahn” festéssel vagy a 423 183/683 a „50 éves a müncheni S-Bahn” festéssel.

#### 424 sorozat
A 2023-as menetrendi évtől a szolgáltatásfejlesztésekhez szükséges járművek iránti megnövekedett igény miatt a 424 sorozatú használt járműveket az S-Bahn Hannover-től vették át. A korszerűsítést követően eredetileg 15 járműnek kellett volna 2022 őszétől szakaszosan Münchenbe érkeznie. 2023 karácsonya előtti héten, az átalakítások késése után a 16 járműből az elsővel megkezdődött az utasforgalom. A 424 sorozat 798 mm-es padlómagassága miatt a járművek nem engedélyezettek a Stammstrecke-n történő személyszállításra, ezért csak az S2-esen Dachau és Altomünster között közlekedő ingajáratokon, valamint az S4-es vonal nyugati ágán és az S20-as vonalon közlekedő gyorsítójáratokon használják őket. A járművek az új járművek üzembe helyezéséig maradnak forgalomban.

### Jövőbeli járművek

#### Új járművek
2020 októberében a DB Regio a Bayerische Eisenbahngesellschaft megbízásából pályázatot írt ki új, kb. 200 m és max. 210 m közötti hosszúságú villamos motorvonatok beszerzésére. Közvetlenül 110 és 200 járművet kellett volna megrendelni, a fennmaradó, legfeljebb 200 darabos darabszám pedig opció volt. Az első járművek várhatóan 2026 decemberétől állnak szolgálatba.
Az S-Bahn főnöke, Heiko Büttner 2023 elején mintegy 90 darabos darabszámmal és a 2020-as évek vége felé történő üzembe helyezéssel számolt. A járművek finanszírozása lízingmodell útján történik majd. A járművek a 420-as és 424-es sorozatot, részben a 423-as sorozatot váltják majd fel, és 2034 után a 2. müncheni S-Bahn szerződésben is az üzemeltetője fogja használni őket.
Miután a versenytárs Alstom elutasította a Siemens Mobility megbízásának megtámadását, a Siemens kapta meg a megbízást 90 motorvonat és opcionálisan további 90 motorvonat gyártására..
Az új járművet 2023. augusztus 2-án mutatták be, és a tervek szerint 2028 decemberétől állhat forgalomba. A járművek tervezését 2024 szeptemberében mutatták be.

### Korábbi forgalomban lévő járművek

#### 425 sorozat
2019 októberétől az S-Bahn Rhein-Main négy újonnan korszerűsített 425 sorozatú járművét ideiglenesen a müncheni S-Bahnon használták a feszült járműhelyzet enyhítésére. Ezeket a járműveket azonban a 2019. decemberi menetrendváltáskor visszavitték. 2020 elején ismét 425-ös sorozatú járműveket használtak, de ezúttal más régiókból (pl. Hessen, Észak-Rajna-Vesztfália és Trier) érkeztek, és nem estek át előzetes korszerűsítésen. Ezeket is a szokásos módon a regionális közlekedésben használják. Mindegyik bérkocsit kizárólag az S4-es vonal nyugati ágán és az S20-as vonalon használták.

#### 628 sorozat
Mivel az A vonal Dachau és Altomünster közötti útvonala nem volt villamosított, 2014 áprilisáig hat darab kétkocsis 628-as sorozatú dízel motorvonat közlekedett ezen a vonalon. Ezek a Südostbayernbahn mühldorf am Inn-i üzemcsarnokában állomásoztak. A járműveket 1998-ban újonnan szerezték be a vonalra; korábban az A vonalon n kocsis tolóvonatokat használtak dízelmozdonyokkal. A vonatokra való felszállás azonban a lépcsők miatt nem volt akadálymentes. A vonal villamosítását követően 2014. december 13. óta 420-as és 423-as osztályú járművek közlekednek.

#### N-Wagenes ingavonatok
Mivel a Deutsche Bahnnak az S-Bahn hálózat 1972-es megnyitása után nem állt rendelkezésre elegendő 420 sorozatú vontatójármű, az S1 keleti ágán (ma S7) Hohenbrunn és Kreuzstraße között, az S2 keleti ágán (ma S3) Deisenhofen és Holzkirchen között az S22 (később S27) és az S10 (ma S7) vonalon N-Wagenekből álló ingavonatokat kellett használni. Miután 1975-ben további járművek érkeztek Münchenbe a 420-as sorozat második sorozatából, az S2 a teljes útvonalon, az S22 pedig a 420 sorozat járműveivel közlekedhetett. 1976 őszén az S1 keleti ágán az ingavonatokat is 420 sorozatú motorvonatokra cserélték. 1981-ben az S27-es S-Bahn motorvonatokat ismét kivonták, hogy az S7-es (korábban S10-es) nyugati ágát ezekkel lehessen kiszolgálni. Az új járművek 1983-as átadásával az S27-es vonalon is újra S-Bahn motorvonatokkal lehetett közlekedni. 1998-ig az A vonalon emellett n-wagen-es, DB 212 sorozatú dízelmozdonyokkal közlekedtek az ingavonatok.

#### Kísérletezés emeletes kocsikkal
1989. május 28. és június 21. között a Deutsche Bundesbahn a Holland Államvasutak négy DDM emeletes kocsijából álló vonatot tesztelt az S4-es vonalon Geltendorf és Ebersberg között, amelyet két DB 120 sorozatú, villanymozdony "szendvics" elrendezésben vontatott. Ez a vonat 600 ülő- és 440 állóhellyel mintegy 20 százalékkal nagyobb kapacitást kínált, mint egy két 420 sorozatú motorvonatból álló teljes vonat, és csak tíz méterrel volt hosszabb, de ez végül nem vált be. Mivel ezen a vonaton kevesebb volt az ajtó, az utascsere ideje sokkal hosszabb volt.

## Története
Az S-Bahn hálózatot az 1972. évi nyári olimpiai játékokra hozták létre több meglévő elővárosi vonalból. Ezeket villamosították és alagúttal kötötték össze. Ez része az úgynevezett fővonalnak, amely Pasingból a müncheni főpályaudvaron és a városközponton keresztül az Ostbahnhofig vezet.

### Előzmények

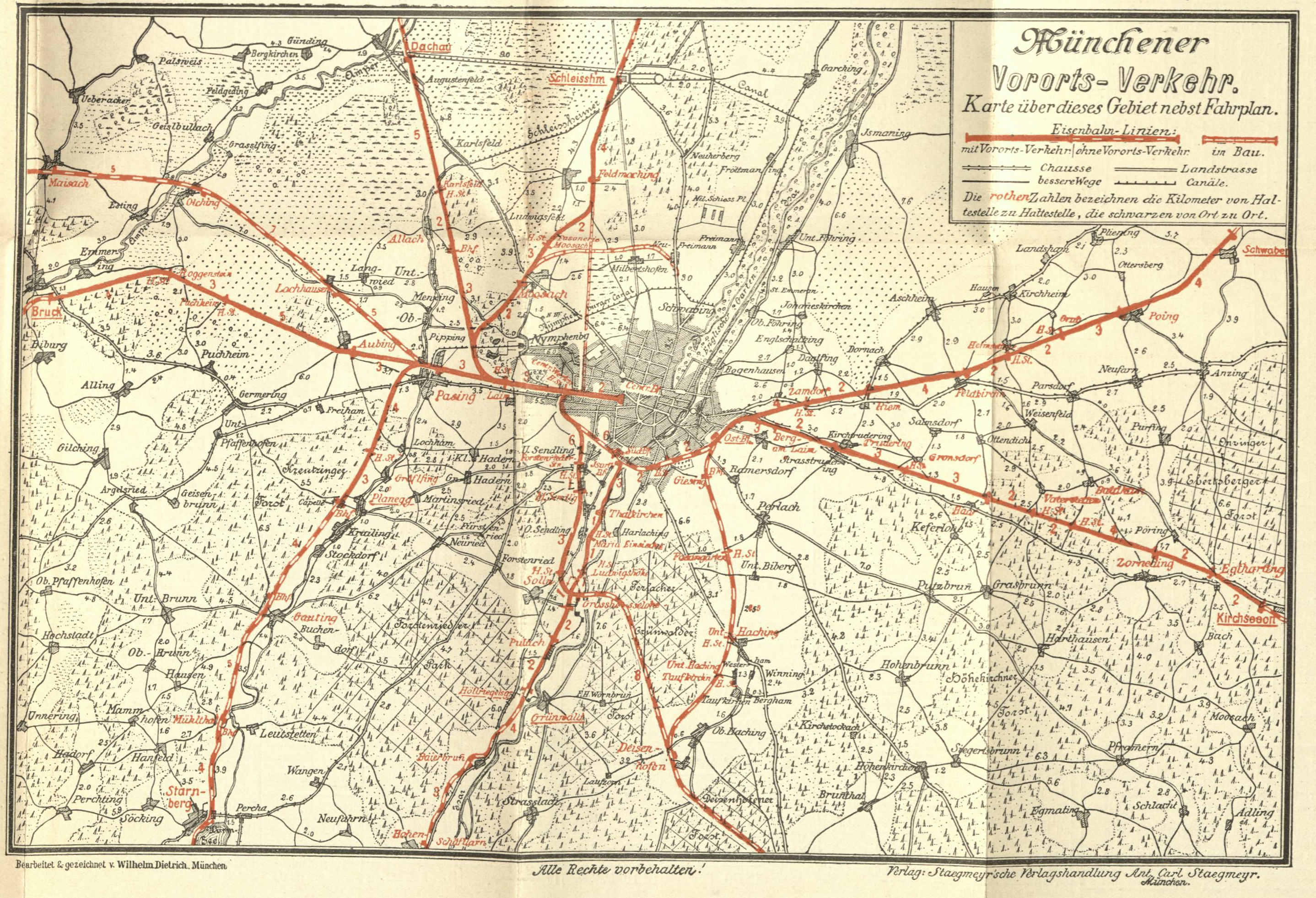
Az elővárosi vasút térképe 1898

#### Az első tervek
A 19. és 20. század fordulóján számos elővárosi vasútvonal épült München környékén. München nyugati részén 1896-ban, München keleti részén pedig 1897-ben számos új megállóhelyet létesítettek a meglévő vasútvonalakon, hogy München külvárosait jobban összekapcsolják München városával. 1895. május 1-jén a Bajor Királyi Államvasutak bevezette a kilométerenkénti két pfennig elővárosi menetdíjat. A következő években az elővárosi vonalak forgalma ugrásszerűen megnőtt, így különösen a hétvégi kirándulóforgalom sűrűsödött. A vonatok többnyire harmadosztályú kocsikból álltak, az átlagsebesség 25 km/h volt. Az összesen 13 ágból álló elővárosi vasúthálózat egyik hátránya volt, hogy a hálózat hét vonala a müncheni főpályaudvaron és annak szárnyállomásain kezdődött és végződött, további öt München Ostbahnhofon, egy másik, az Isartalbahn pedig az egykori München Isartalbahnhofon. Az állomások között nem volt elővárosi vasútvonalas összeköttetés, így az utasoknak általában a túlzsúfolt villamosokat kellett használniuk.
1900-ban Theodor Lechner, a Lokalbahn Aktiengesellschaft akkori igazgatója tanulmányt tett közzé egy négy kilométeres összekötő vonal építéséről a főpályaudvartól az Ostbahnhofig. A helyi vasúttársaság többek között a München Isartalbahnhof és Wolfratshausen közötti vonalat üzemeltette. Ebben a javaslatban az útvonal nyugatról kelet felé a főpályaudvar és az Ostbahnhof közötti jelenlegi összeköttetésen keresztül vezetett volna, és egy további összeköttetést építettek volna az Isartalbahnhof és Unterföhring között, amely a Kohleninsel, a mai Museumsinsel területén találkozott volna. Ez a tanulmány alagútról vagy magasvasútról beszélt.
1911 szeptemberében a Bajor Királyi Bajor Állami Közlekedési Minisztérium egy memorandumot adott ki, amelyben folytatták a kelet-nyugati irányú összekötő vasútvonal építésének gondolatát. Az összekötő vasútnak a lakosság védelme érdekében a föld alatt kellett volna haladnia, a tervezés és a megvalósítás azonban csak a müncheni földalatti vasúthálózat projekttervezésével kezdődött volna meg. A fővonalakon két külön vágányt akartak építeni az elővárosi vonatok számára, de mivel a megvalósítást a fővonalak négyvágányú bővítésének következő éveiben túl drágának ítélték, a projekt nem valósult meg..
1928-ban Joseph Rank ismét memorandumot nyújtott be „Zur Verschiebung des Verkehrsschwerpunktes” (A forgalom súlypontjának áthelyezéséről) című tanulmányában. Az elképzelés szerint az akkori főpályaudvart nyugatra, nagyjából a mai Donnersbergerbrücke szintjére kellett volna áthelyezni, és a fő- és a keleti pályaudvart egy alagút segítségével összekötni. Az alagútvonal lehetővé tette volna a közvetlen távolsági közlekedési összeköttetést München városán keresztül, a nehézkes fejpályaudvari vonatmozgások nélkül. 1929-ben kitört gazdasági válság miatt azonban a terv nem valósulhatott meg.

#### Az elővárosi vasútvonalak 1941-ig történő megépítésének tervei
| Szűk hálózat                | Kiterjesztett hálózat | Alagút            |
| --------------------------- | --------------------- | ----------------- |
| Schleißheim                 | Freising              | Ringbahn          |
| Dachau                      | –                     | Ost-West          |
| Maisach                     | –                     | Ost-West          |
| Aubing                      | Grafrath              | Ost-West          |
| Unterpfaffenhofen-Germering | Herrsching            | Ost-West          |
| Gauting                     | –                     | Ost-West Ringbahn |
| Luise-Kiesselbach-Platz     | Großhadern            | Nord-Süd          |
| Höllriegelskreuth           | –                     | Nord-Süd          |
| Deisenhofen                 | Bayrischzell          | Nord-Süd Ost-West |
| Neubiberg                   | Kreuzstraße           | Ost-West          |
| Haar                        | Grafing               | Ost-West          |
| Riem                        | Markt Schwaben        | Ost-West          |
| Daglfing                    | –                     | Ost-West          |
| Freimann                    | –                     | Nord-Süd          |
| Ismaning                    | –                     | Nord-Süd          |

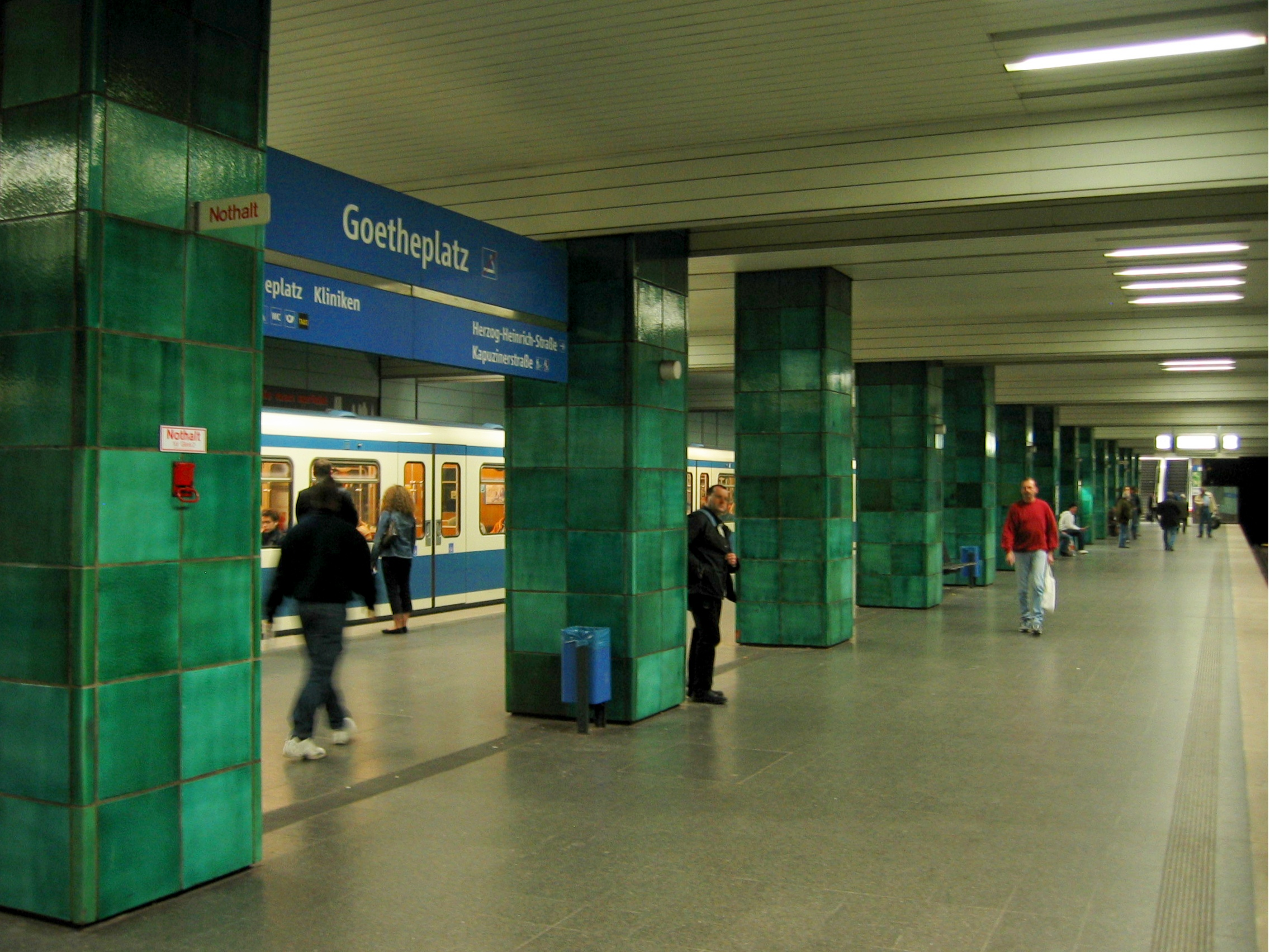
Goetheplatz metróállomás ma

Miután Adolf Hitler kiadta a parancsot, hogy München vasúti létesítményeit egy új főpályaudvar köré szervezzék át a mai Friedenheimer Brücke közelében, a Deutsche Reichsbahn 1937-ben azzal az elképzeléssel kezdett foglalkozni, hogy München városát földalatti vasúttal kapcsolják össze a belvárossal. 1937 októberében született meg a döntés, hogy a földalatti vasút összekapcsolódik az elővárosi vasúttal, ezért a Deutsche Reichsbahn ismét átvette a tervezést. Egy kelet-nyugati összekötő alagutat akartak építeni, amely összekötötte volna a Pasing és a München Ost felől érkező elővárosi vasútvonalakat. Az alagút nyomvonala nagyjából a mai fővonal nyomvonalának felelt meg, de az Isar keresztezése nem alagútban, hanem híddal történt volna. Az Isartorplatz vasútállomás is a föld fölé épült volna. A Karlsplatznál egy észak-déli irányú alagutat kellett volna építeni a Holzkirchen, Wolfratshausen, Gauting, Garching és Ismaning felől érkező elővárosi vonalak számára. Az alagút a schwabingi teherpályaudvarnál kezdődött volna, ahol csatlakozni lehetett volna a müncheni Nordringhez, és Harrasnál csatlakozott volna a München-Holzkirchen-vasútvonalhoz. A két alagútvonalat egy berlini mintára épített gyűrű kötötte volna össze. Délen a München-Rosenheim-vasútvonalon, északon a Nordringen haladt volna. A Deutsche Reichsbahn főigazgatójának, Julius Heinrich Dorpmüllernek a beszédében a projektet „S-Bahn” néven mutatták be a nyilvánosságnak. Az S-Bahnnak 60 állomása lett volna a városhoz közeli területen, és 103 kilométernyi új vonalat terveztek. Ezekre az új vonalakra azért volt szükség, mert minden S-Bahn-vonalnak saját vágányokkal kellett rendelkeznie a fővonali vasútvonal mellett. Ezenfelül a kibővített hálózat egyes szakaszait villamosítani kellett; Berlinnel és Hamburggal ellentétben Münchenben ugyanazt a felsővezetékes váltóáramú rendszert kellett alkalmazni, mint a távolsági vonalakon. Az S-Bahn vonatoknak 20 percenként kellett volna közlekedniük az elővárosi területen, amelyet szűk hálózatnak is neveztek, míg csúcsidőben 10 perces intervallumot terveztek. Az S-Bahn-vonalak meghosszabbítását az úgynevezett bővített hálózat kínálta, amely további, Münchentől távolabbi elővárosokat látott volna el óránkénti csatlakozással. Az ide tervezett járművek villamos motorvonatok lettek volna, amelyek körülbelül 60 méter hosszú, háromkocsis egységekből álltak volna, egyenként körülbelül 20 méter hosszú, motoros végkocsikból és 64 3. osztályú ülőhellyel, valamint 19 méter hosszú, nem motoros középkocsiból, 52+24 3. és 2. osztályú ülőhellyel, amelyek összesen körülbelül 600 utasnak biztosítottak volna helyet állóhelyekkel együtt. Az előrehaladott tervezés nyolc vontatómotort irányzott elő a meghajtáshoz, amelyek egyenként 210 kW névleges teljesítményűek voltak 65 km/h sebességnél, a maximális sebesség pedig 90 km/h volt. A villanymotorokat fékezéskor generátorként kellett volna használni, és így az elektromos energiát vissza tudták volna táplálni a hálózatba (regeneratív fékezés).
Az első építési szakaszra a Treuchtlingenből Dachauba, a Mühldorfból Riembe, az Ismaningból Daglfingbe, valamint Freimannból Unterföhringbe, továbbá az Augsburgból Maisachba vezető vasútvonal négyvágányú meghosszabbítását tervezték. Kétvágányú bővítést terveztek a Herrschingbe vezető vasútvonalon, a Kreuzstraße és Höhenkirchen-Siegertsbrunn közötti vasútvonalon, valamint az Ostbahnhof és Deisenhofen közötti vasútvonalon. Egy második bővítési szakaszban, amelyet az első bővítési szakaszban az S-Bahn-vonalak megnyitása után kellett volna megvalósítani, a München-Buchloe-vasútvonal Fürstenfeldbruckba vezető vasútvonal és az Ismaningba vezető vasútvonal négyvágányú bővítését tervezték.
A két S-Bahn-alagút lehető legjobb építési módjának meghatározása érdekében a Deutsche Reichsbahn 1938-ban egy első próbaépítési tételt ítélt oda. Ez a tervezett észak-déli alagútvonal része volt, és 750 méter hosszú volt a Lindwurmstraße, az úgynevezett Lindwurm-alagút. Az alagútszakasz mellett a Goetheplatz S-Bahn állomást is meg kellett építeni. A Deutsche Reichsbahn azért választott az észak-déli alagút útvonalán lévő építési telket, hogy ne akadályozza az új főpályaudvar építésének megközelítési útvonalait. Ha az építkezés a kelet-nyugati irányban kezdődött volna, több bekötőutat is le kellett volna zárni. Az építési munkálatokat 1941 júliusában a második világháború miatt leállították, mire az alagút 580 méteres szakasza elkészült. A második világháború alatt az alagutat légoltalmi óvóhelyként bocsátották a lakosság rendelkezésére.
A második világháború után azonban a müncheni S-Bahn-hálózat minden munkálatát és tervezését leállították. A háború befejezése után az alagút már megépített részét a müncheniek gombatermesztő területként használták, 1971-től pedig az U6-os metróvonal részeként a jelenlegi rendeltetésének megfelelően.

#### Az elővárosi közlekedés további fejlesztése
München 1957-ben vált milliós várossá, és a környék lakossága is növekedett, tíz évvel később pedig a müncheni elővárosok lakossága is meghaladta az egymilliós határt. A második világháború után naponta mintegy 24 000 ingázó használta a müncheni elővárosi vonatokat. Ez a szám 1950-ben megduplázódott, 1961-ben pedig már 114 300 ingázó használta naponta az elővárosi vonatokat. A müncheni elővárosokból azonban a legtöbb ingázó gépjárművel jutott el München városába. Az elővárosi vonatok túl kényelmetleneknek bizonyultak, és nem közlekedtek ütemes menetrend szerint. Ennek következtében München városa Németország egyik legjobban motorizált városává vált. 1954-ben a fenyegető közlekedési káosz megelőzése érdekében újrakezdték a tömegközlekedési rendszer bevezetésének terveit.. 1954-ben a Deutsche Bundesbahn előnyösnek látta egy, a keleti pályaudvart a központi pályaudvarral összekötő belvárosi alagút építését, amely összekötné a nyugati és a keleti elővárosi vonatokat, és így lerövidítené a menetidőt. A tömegközlekedési rendszer bevezetését 1954-ben kezdték újra. 1959-ben München városa és a Deutsche Bundesbahn felülvizsgálati bizottságot hozott létre, hogy meghatározzák a megfelelő viteldíjrendszert és a tömegközlekedés megfelelő eszközét. 1959-ben a Deutsche Bundesbahn bejelentette, hogy egy V-Bahn néven rövidített összekötő vasútvonalat tervez, amelyet a Deutsche Reichsbahn által már tervezett összeköttetésként a keleti és a központi pályaudvar között építettek volna meg. Ugyanebben az évben a Deutsche Bundesbahn bejelentette, hogy egy V-Bahn néven rövidített összekötő vasútvonalat tervez. Az alagút hossza 4,2 kilométer lett volna, és mintegy 380 kilométeres hálózat kötötte volna össze München környékével. A teljes vonalhálózat mentén 134 állomást terveztek. 1955. november 1-jén a Deutsche Bundesbahn már korábban, 1955. november 1-jén egy szakvélemény segítségével megakadályozta a tervezett összekötő vonalon a földalatti vasút megépítését. 1963-ban az 1959-ben felállított vizsgálóbizottság is arra a következtetésre jutott, hogy a tervezett összekötő vonal nyomvonalát át kell adni a Deutsche Bundesbahnnak, és a földalatti vasút észak-déli irányú alagutas szakaszának a Marienplatznál kell csatlakoznia az összekötő vonalhoz. 1963-ban a Deutsche Bundesbahn a Marienplatznál a földalatti vasútvonal egy észak-déli irányú alagutas szakaszát tervezte megépíteni. Egy 1963. július 10-i városi tanácsi határozat jóváhagyta a csatlakozó vasút megépítését, 1964. január 29-én pedig a csatlakozó földalatti vasút megépítését.

### Első bővítési szakasz

#### Finanszírozás
1956-ban a Deutsche Bundesbahn elfogadta az S-Bahn 1941-es terveit egy kelet-nyugati alagúttal és a külső fővonalakkal; a további tervváltozatokat törölték. A projekt finanszírozására vonatkozó első megfontolásokból kiderült, hogy a Bundesbahn nem tudja finanszírozni a teljes fővonalat. Ezért azt javasolták, hogy a projektet egy közös vállalkozás finanszírozza, amelyben a szövetségi kormány, Bajorország szabadállam és München városa is részt vesz. Ugyanezen év decemberében a Deutsche Bundesbahn első tárgyalásokat folytatott a szövetségi kormánnyal, Bajorország Szabadállamával és München városával. 1961-ben Bajorország Szabadállam és München városa megállapodott a finanszírozásról a Deutsche Bundesbahnnal. A szövetségi kormány szakértői bizottságot állított fel a müncheni körülmények megvizsgálására. A bizottság munkája 1964 októberében fejeződött be, ezt követően a szövetségi kormány is belátta a szponzori társaságon keresztül történő vegyes finanszírozás előnyeit. A bizottság megállapításai szerint a földalatti vasút észak-déli alagutas szakaszának finanszírozását is vállalta. Annak érdekében, hogy a földalatti vasút építése ne késlekedjen, a müncheni főváros és Bajorország Szabadállam 1965. február 1-jén megalapította a szponzoráló társaságot, amely a Münchner Tunnelgesellschaft (MTG) nevet kapta. A Deutsche Bundesbahn és a szövetségi kormány kezdetben nem vett részt, mivel az S-Bahn fővonalának megépítése még nem volt biztosítva. 1965 júniusában a szövetségi kabinet bejelentette, hogy a növekvő szükségesség miatt és a szövetségi kormány ellenvetéseinek leküzdése után 1965. július 9-én tárgyalásokat tartanak az S-Bahn-hálózat finanszírozásáról. Mivel a tárgyalások sikerrel zárultak, 1965. július 21-én jóváhagyták az S-Bahn-hálózat megépítését. 1965. szeptember 16-án az S-Bahn-hálózat első bővítési szakaszának finanszírozását az ún. konzorciumi megállapodással biztosították. A konzorciumi megállapodás biztosította a Deutsche Bundesbahn és a szövetségi kormány részvételét is a Müncheni Alagúttársaságban. A megállapodás az S-Bahn-hálózat első bővítési szakaszának finanszírozásáról is döntött. Az első bővítési szakasz magában foglalta az Ostbahnhoftól Pasingig tartó összekötő vonal megépítését, az elővárosi vonalaknak az összekötő vonalba való bevezetését, valamint a meglévő elővárosi vonalak bővítését és villamosítását. Az első bővítési szakasz megvalósítására összesen 490 millió német márkát irányoztak elő. A szükséges pénz kétharmadát a szövetségi kormánynak, egyharmadát Bajorország szabadállamnak kellett volna biztosítania. A tartományi főváros, München 31 millió német márkát, a Német Szövetségi Vasutak pedig 40 millió német márkát tett hozzá Bajorország szabadállam harmadához. A szükséges járművek beszerzéséért a Deutsche Bundesbahn volt felelős. Az elővárosi vonalakon lévő vasúti átjárók megszüntetése szintén a Deutsche Bundesbahnra maradt.

#### Az S-Bahn hálózata
| Linie | Westast                      | Ostast Planung                            | Ostast Stand 1972                         |
| ----- | ---------------------------- | ----------------------------------------- | ----------------------------------------- |
|       | Freising                     | Ismaning                                  | Kreuzstraße                               |
|       | Petershausen                 | Erding                                    | Deisenhofen                               |
|       | Nannhofen (heute Mammendorf) | Deisenhofen                               | Ismaning                                  |
|       | Geltendorf                   | Kreuzstraße                               | Ebersberg                                 |
|       | Herrsching                   | Ostbahnhof                                | Ostbahnhof                                |
|       | Tutzing                      | Ebersberg                                 | Erding                                    |
|       | Wolfratshausen               | Hauptbahnhof (Holzkirchner Flügelbahnhof) | Hauptbahnhof (Holzkirchner Flügelbahnhof) |
|       | Deisenhofen                  | –                                         | Hauptbahnhof (Holzkirchner Flügelbahnhof) |
|       | Deisenhofen                  | –                                         | Pasing                                    |

A Deutsche Bundesbahn 1963-as tervei szerint az összes S-Bahn-vonalon alapütemként óránkénti egy járatot terveztek. Csúcsidőben a nagyobb forgalom miatt 20 perces ütemet terveztek. 1972-ben a Deutsche Bundesbahn 20 és 40 perces ütemet vett át, mivel 1963-ban a forgalom nagyságát rosszul ítélték meg. A városhoz közeli elővárosok felé a 20 perces, a végállomások felé pedig a 40 perces gyakoriságot azonban a járműhiány miatt az első években nem lehetett tartani, mivel a megrendelt 120 motorvonatból 1972-ig csak 101-et szállítottak le. A hiányzó motorvonatokat mozdonyvontatású vonatokkal helyettesítették, amelyek azonban nem tudták tartani a motorvonatok rövid menetidejét. Az állomásokon 20-30 másodperces várakozási idővel számoltak.
Az első bővítési szakasz hét nyugati vonalág összekapcsolását irányozta elő öt keleti vonalággal. A projektet azonban fel kellett gyorsítani, mivel a Nemzetközi Olimpiai Bizottság 1966. április 26-án Rómában úgy döntött, hogy az 1972. évi nyári olimpiai játékokat Münchenben rendezik meg, ezért a Wolfratshausen és Deisenhofen felől Sollnon keresztül érkező elővárosi vonalak bevezetését egyelőre elhalasztották. A vonalszámok kiosztásakor a nyugati vonalágakat az óramutató járásával ellentétes irányban, Freisingból kiindulva számozták. Kivételt képezett a Wolfratshausenbe tartó S-Bahn vonal, amely az S10-es vonalszámot kapta, mivel a vonatok a főpályaudvar Holzkircheni szárnyállomásán végződtek. A vonal hat nyugati ágát, amelyek a fővonalon keresztül futnak, összekapcsolták az öt keleti ággal. Ügyeltek arra, hogy egy vonal ne haladjon nyugaton és keleten olyan útvonalon, amely késésekre hajlamos, mint például a kétvágányú útvonalak, amelyeken az S-Bahn vonatain kívül számos regionális és távolsági vonat közlekedik. Kivételt képezett az S-Bahn S4-es vonala, amely a München-Buchloe és München–Rosenheim-vasútvonalakon haladt..

#### Működésének kezdete 1972-ben
1972 májusában állt forgalomba az első DB 420 sorozatú S-Bahn vonat a Pasing-Gauting vonalon. A menetrendszerű elővárosi forgalom 1971. szeptember 1-jén indult meg ott ingavonatokkal. 1972. április 28-án a fő S-Bahn-vonalon (Hauptbahnhof-Marienplatz-Ostbahnhof) próbaüzemet indítottak. 1972. május 28-án a müncheni S-Bahnt végül hivatalosan is megnyitotta a Deutsche Bundesbahn, több mint 360 kilométernyi pályával és 101 420 sorozatú vonattal, az akkoriban aktuális zöld-kék/kavicsszürke színű pop-színben. Ez volt az első alkalom, hogy Németországban egy ilyen nagyszabású S-Bahn-hálózat ilyen fontos időpontban indult el. A nyitás előtti előrejelzések napi 240 000 utassal számoltak, egy év elteltével a napi utasok száma már elérte a 400 000-t. Kezdetben járműhiány miatt csak 40 perces intervallumot lehetett kínálni, amit egyes szakaszokon 20 percre emeltek.
Alig három hónappal az 1972-es első út után az akkori német elnök, Gustav Heinemann nyitotta meg az 1972-es nyári olimpiai játékokat Münchenben. A játékok alatt a meglévő S-Bahn-vonalak mellett két különleges S-Bahn-vonalat, az úgynevezett olimpiai vonalakat közlekedtették a Bahn-Nordringon keresztül az Olympiastadion állomásig, amelyet 1988-ban bezártak, és ma már elhagyatottan áll. Az új müncheni S-Bahn-rendszer az olimpiai játékok alatt bizonyított, 17 nap alatt 3,18 millió utast szállított 7138 útvonalon a sportlétesítményekhez és vissza. A különleges vonalakat még több évig használták a fontos labdarúgó-mérkőzések és más nagyszabású események alkalmával az Olimpiai Stadionban.
1972. december 1-jén a megfelelő pótdíjszabályozás eltörlésével megszüntették az első osztály használatát, miután az S-Bahn váratlanul nagy kihasználtsága miatt a közvélemény kritizálta a gyakran kihasználatlan első osztályú tereket. Hivatalosan az 1983. május 29-i menetrendváltással együtt szüntették meg.

#### A déli vonal bevezetése

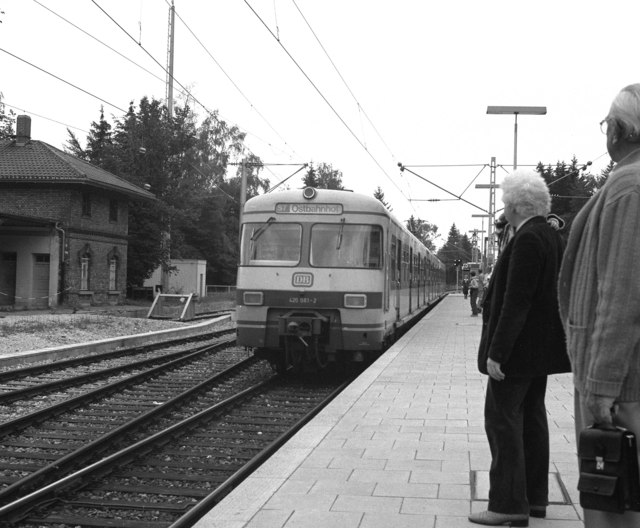
A DB 420 sorozatú motorvonat 1982. augusztus 31-én Großhesselohe-ban

A Wolfratshausenbe tartó vonalat - a mai S7-es vonalat - megnyitásakor S10-es vonalként építették be a müncheni S-Bahn hálózatába, de továbbra is régebbi n-Wagen ingavonatokkal közlekedtek, amelyek a főpályaudvar Holzkircheni szárnyállomásáról közlekedtek. A hosszabb menetidőt igénylő mozdonyvontatású vonatok használata miatt az S-Bahn vonalakon Wolfratshausen és Deisenhofen irányába csak 30 és 60 perces intervallumokat lehetett közlekedtetni. Mivel a Südringről nem volt csatlakozás az S-Bahn fővonalához, az S-Bahn vonatok a Holzkirchner Flügelbahnhofon végződtek, ami hosszabb átszállási időt eredményezett.
Miután a Deutsche Bundesbahn elhalasztotta a déli vonalaknak a fővonalhoz való csatlakoztatását, 1972-ben újra megkezdődtek a vizsgálatok annak meghatározására, hogy a déli vonalakat hogyan kellene a fővonalhoz csatlakoztatni. A vizsgálat eredményeként megállapították, hogy a Donnersbergerbrücke megálló környéke az egyetlen olyan szakasz, amely alkalmas a további vonalak befogadására és a többi vonalra való átszállási lehetőség biztosítására. Az S-Bahn-üzem megkezdése után a déli vonal bevezetésének megépítése ismét kérdésessé vált, mivel a menetvonalakra más nyugati vonalaknak sürgősebben volt szükségük. Alternatív tervek készültek, amelyek a déli vonalaknak a Donnersbergerbrücke megállóhelyig történő összekötését irányozták elő, amely után az S-Bahn vonatai a Starnberger Flügelbahnhofban végződnének. Egy másik alternatív terv a Donnersbergerbrücke déli oldalán egy másik megállóhely építése volt. 1976-ban a Deutsche Bundesbahn úgy döntött, hogy a Donnersbergerbrücke megállóhelyen lehetővé teszi a csatlakozást a fővonalhoz, és így a fővonalon keresztül vagy a főpályaudvar starnbergi szárnyállomására lehet továbbutazni.
Ahhoz, hogy a fővonalat a vasúti pálya déli oldaláról elérjék, egy úgynevezett déli szakaszalagutat kellett építeni, amely tíz távolsági vágány alatt haladna át. A Donnersbergerbrücke hídnál egy további peront kellett építeni, hogy a közvetlen átszállást lehetővé tegye. A Hacker és a Donnersberger híd között egy másik átkelőszerkezetet kellett építeni, hogy a vágányokat a főpályaudvar Starnberg szárnyállomása felé lehessen vezetni. A Wolfratshausen felé vezető déli vonalon további intézkedésként a Sollnból a Großhesselohe Isartalbahnhofig tartó Isartal-vasútvonal csatlakozó ívének kétvágányú meghosszabbítása mellett döntöttek. Az S-Bahn területén az összes peront át kellett alakítani az S-Bahn-üzemhez. Az S-Bahn vonatok nagyobb energiafogyasztása miatt Wolfratshausenben egy alállomást építettek, valamint a Kochel am See-i vasútvonalhoz való csatlakozást. 1976. június 28-án a Müncheni Alagúttársaság engedélyezte a déli vonalat.
A déli szakasz alagútjának építési munkálatai nem sokkal a projekt jóváhagyása után kezdődtek meg. Az alagút két vágányból áll és 260 méter hosszú. Az alagutat és a déli körgyűrűt egy 85 méter hosszú rámpa köti össze, amelyet fúrt cölöpökből és lemezcölöpökből készült támfal támaszt alá. Egy 35 méter hosszú nyitott vályú és két egyvágányú, egyenként 110 és 120 méter hosszú rámpa köti össze az alagutat a Donnersbergerbrücke állomással. Az alagutat cut-and-cover módszerrel építették, hogy a lehető legkevésbé korlátozzák a távolsági vasútvonalak forgalmát. Az alagút építése során a mennyezeteket és a fúrópalákat tíz építési szakaszonként ágyazták be az alagútba, hogy az egyes távolsági vágányokat a lehető legrövidebb időre elzárják. Az építési szakaszokban szükséges anyagokat alagúton keresztül szállították az adott építési szakaszba. A fúrt cölöpök közötti, egymástól 1,7 méter távolságra lévő hézagokat lőtt betonnal töltötték ki. Az alagút, a vályúszerkezet és a rámpa egy része 260 méter hosszú talajvízmedencét kapott, mivel a talajvízszint mindössze hat méter volt.
Egy másik építési intézkedés a Donnersbergerbrücke és a Hackerbrücke közötti átkelőszerkezet létrehozása volt. Erre az építményre azért volt szükség, hogy az S7-es vágányait, amelyek a Donnersbergerbrückénél még külön voltak választva, be lehessen vezetni a fővonalba. A szerkezetet arra is használják, hogy a vágányokat a fővonalról a starnbergi szárnyvonali állomásra vezessék át. Mivel a Donnersberger- és a Hackerbrücke között csak korlátozott hely állt rendelkezésre, a szerkezetet vályú- és hídszerkezetként tervezték. A szerkezet hossza így 180 méterre rövidülhetett. A felső vágány 4 és fél méterrel van az alsó vágány felett, a felső vágány, amely a starnbergi szárnyállomásra vezet, 40 ezrelékig, az alsó vágány, amely a fővonalra vezet, 32 ezrelékig terjedő lejtésű. 1978 tavaszán adták át a szerkezetet. Miután a vasútvonalakat előkészítették az S-Bahn-üzemre és elkészült a déli szakasz alagútja, 1981. május 31-én üzembe helyezték az új S7 Wolfratshausen-Ostbahnhof és S27 Deisenhofen-Hauptbahnhof vonalakat. A korábban használt ingavonatokat DB 420 sorozatú motorvonatokra cserélték.

### Továbbfejlesztés

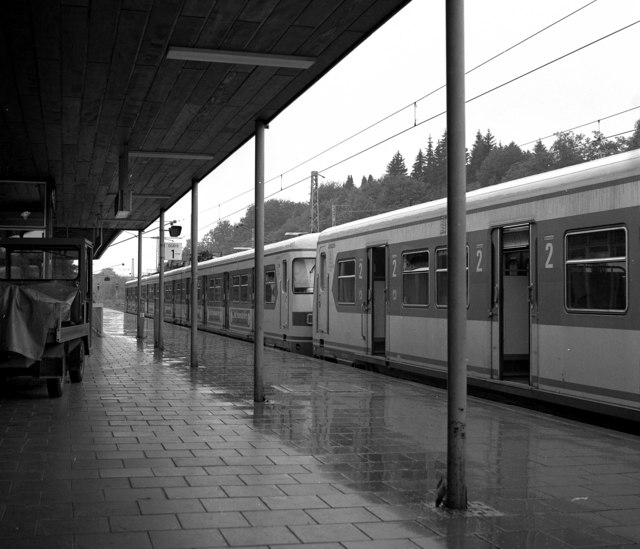
DB 420 sorozatú S-Bahn motorvonatok Tutzingban 1982. augusztus 20-án

Az S-Bahn megnyitása után 1972 elején naponta mintegy 150 000-160 000 utas használta a müncheni S-Bahnt. Az S-Bahn megnyitása előtti előrejelzéseket, amelyek 240 000 utast jósoltak, az év végére már meghaladták, napi 250 000 utassal. Az egyes külső vonalakat azonban továbbra is ingavonatokkal kellett üzemeltetni, mivel a megrendelt 120 járműből csak 101 állt rendelkezésre. 1973 elejére mind a 120 S-Bahn-egységet leszállították, de számuk még mindig nem volt elegendő, mivel a forgalom volumenét - különösen a csúcsidőben - alábecsülték, és más külső vonalakon a már több egységgel üzemeltetett vonatokat meg kellett erősíteni. 1976 őszén München további hat egységet tudott bevetni, így az S1-es vonal keleti, Hohenbrunntól a Kreuzstraße-ig tartó ágát, amelyet korábban N-Wagen-es ingavonatokkal üzemeltettek, szintén S-Bahn motorvonatokkal lehetett üzemeltetni. Az S3 keleti, Ostbahnhoftól Ismaningig tartó ágán, amelyet korábban autóbuszokkal üzemeltettek, szintén többszörös egységeket lehetett használni. Miután 1975-ben a második sorozat további járművei álltak a müncheni S-Bahn rendelkezésére, az S2 keleti ágát is meg lehetett hosszabbítani Deisenhofentől Holzkirchenig, és a 420 sorozatú motorvonatokat az S22-es vonalon is lehetett használni. Ezeket a járműveket azonban a déli vonal bevezetése után az S7-es vonalon használták, így az S22-es, immár S27-esre átnevezett vonalon ismét ingavonatokkal közlekedtek. Az S-Bahn motorvonatokat csak 1983-ban lehetett újra használni az S27-esen, mivel ekkor már 187 jármű állt rendelkezésre.
A következő években az 1970-es évek végéig az utasok száma megduplázódott, és elérte a munkanapi 430 000 utast. 1987-ben már 639 000 utas használta a müncheni S-Bahnt munkanaponként, ami elsősorban annak volt köszönhető, hogy München környékén nőtt a lakosság száma, és a növekedés leginkább a közvetlen S-Bahn-összeköttetéssel rendelkező településeket érintette. Az utasszám a következő hónapokban tovább emelkedett. Ennek következtében a vonatok csúcsidőben gyakran túlzsúfoltak voltak, ezért az utasok a szolgáltatás javítását követelték. Emellett a legtöbb külső útvonalon a 40 perces járatsűrűséget elégtelennek minősítették. A következő néhány évben ezt a problémát a hosszabb teljes és hosszú vonatok használatával orvosolták. 1974-ben a müncheni S-Bahn motorvonatainak számát 126-ról 138 járműre emelték, így a legnagyobb forgalmú útvonalakon 20 perces intervallumot tudtak biztosítani. Az 1980-as években az útvonalak további bővítése lehetővé tette, hogy hétköznapokon egész nap 20 perces intervallumot vezessenek be. 1996 óta a teljes hálózatot a városközponthoz közeli területen 20 percenként szolgálják ki.

### Második bővítési szakasz

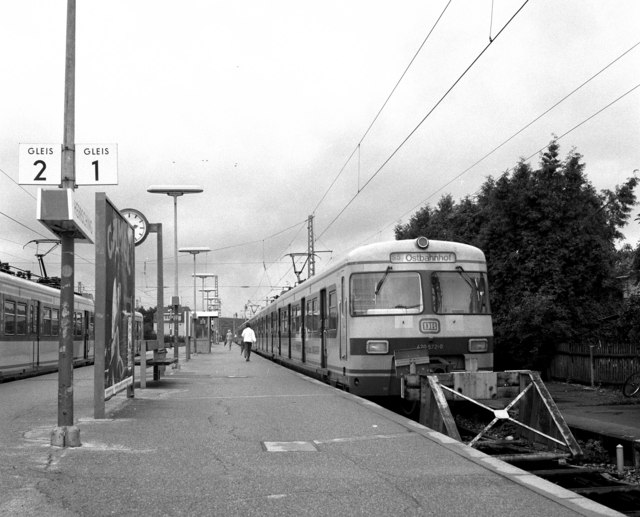
S-Bahn motorvonat Herrsching állomáson 1982. augusztus 20-án

#### Áttekintés/Tervezés
Az első bővítési szakasznak az 1972-es nyári olimpiai játékok szabtak határt. A hatalmas időnyomás miatt nem minden vonalat lehetett 10 vagy 20 perces intervallumra felfejleszteni.
A második bővítési szakasz elsősorban a növekvő forgalom miatt vált szükségessé. A Deutsche Bundesbahn 1973-ban és 1974-ben a következő építési intézkedéseket határozta meg: a Lochhausen és Nannhofen (ma Mammendorf) közötti, valamint a München Ost és Grafing közötti vasútvonalakon külön S-Bahn-vágányokat kellett építeni, hogy a távolsági és regionális forgalom a megfelelő vonalakon ne legyen akadályozva. Mivel Estingben, Neuperlach déli részén és Unterschleißheimben új lakónegyedek épültek, 1977-ben Unterschleißheimben, 1977-ben Neuperlach Südben és 1980-ban Estingben épültek meg az új megállók. A Herrschingbe vezető vasútvonalat Freiham és Weßling között kétvágányúvá akarták tenni.
A tervek között szerepelt a vontatási áramellátás javítása is, hogy több és hosszabb S-Bahn vonatot lehessen közlekedtetni. A steinhauseni vasúti pályaudvart bővíteni kellett, hogy további vontatójárművek elhelyezését és parkolását tegye lehetővé.
A Donnersbergerbrücke közelében lévő üzemközpontot is bővíteni kellett. Ezen kívül további park-and-ride parkolókat kellett volna építeni a fontos állomásokon.
Tervbe vették továbbá, hogy Laimtól Dachauig (ma S2) és Oberschleißheimig (ma S1) külön S-Bahn-vágányokat építenek, valamint Giesingtől Höhenkirchen-Siegertsbrunnig (ma S7) és Weßlingtől Herrschingig (ma S8) kétvágányos meghosszabbítást, ami lehetővé tette volna a 10 perces intervallumot ezeken a vonalakon. Ezeket az építési intézkedéseket azonban elhalasztották.
1971. január 1-jén döntöttek a második bővítési szakasz finanszírozásáról, amelyre 830 millió német márkát irányoztak elő. Ennek 60 százalékát a szövetségi kormány állta.

#### S3-West Nannhofen (ma Mammendorf) felé
A München-Pasing és Lochhausen közötti S3-as vonalnak az S-Bahn-hálózat megnyitása óta saját S-Bahn vágányai voltak. Az Augsburgba tartó távolsági vasút és a Nannhofenbe tartó S-Bahn növekvő forgalma szükségessé tette, hogy Lochhausen és Nannhofen között külön vágányokat építsenek. A Lochhausen és Maisach közötti járatsűrűséget így 20/40 percenként lehetett növelni. Nannhofenig 40/80 perces intervallumot terveztek; az alacsony frekvencia miatt ezen a szakaszon elegendő volt egy S-Bahn vágány. A vonalat három építési szakaszra osztották. Az első, Lochhausen és Olching közötti szakaszt ötéves építési időszak után 1976 decemberében adták át, majd ezt követően megkezdődött a második, Olching és Maisach közötti szakasz építése. A földszerzési nehézségek miatt azonban a munkálatok elhúzódtak. Az építési munkálatok során Maisach és Olching állomásokat átépítették. 1980. május 28-án az S-Bahn vágányait üzembe helyezték. 1985-ben, három évvel az építkezés megkezdése után 1988 májusában elkészült a Maisach és Nannhofen közötti egyvágányú harmadik szakasz; az építési munkálatokat elsősorban a nannhofeni állomás átépítési munkálatai késleltették.

#### S4 Ost-Ebersberg felé
Az S4-es S-Bahn vonalnak saját vágányai voltak München-Berg am Laim és München-Trudering között. Ezeket kezdetben a tehervonatokkal közösen használták, amíg 1973-ban meg nem épült egy külön tehervonati vágány. A Rosenheim felé tartó távolsági vonatok sűrű egymásutánja miatt az S-Bahnon München-Truderingből csak 40 vagy 60 perces intervallum volt lehetséges. Az utasszám további növekedése a vonalat a legforgalmasabb keleti ággá tette, és szükségessé tette a járatsűrűség 20 percenkénti gyakoriságra való növelését. Ezt azonban csak külön S-Bahn vágányok építésével lehetett megvalósítani. 1973-ban két további S-Bahn vágány építése mellett döntöttek, és a Deutsche Bundesbahn három építési szakaszra osztotta a vonalat. Az első, München-Trudering és Haar közötti szakasz építése 1974-ben kezdődött. Ezt a szakaszt 1979. november 3-án adták át. A Haar és Zorneding közötti következő szakasz S-Bahn vágányainak megépítését a területszerzéssel kapcsolatos problémák késleltették, ezért az csak az 1988-as téli menetrenddel állt forgalomba. Az építkezés során a nagy forgalmú állomásokon további P+R parkolókat építettek. Az utolsó, Zorneding és Grafing közötti építési szakasz megnyitására csak 1999-ben kerülhetett sor a vonalvezetéssel kapcsolatos további nehézségek miatt. Az S-Bahn pályák építési költségei összesen 114 millió német márkát tettek ki.

#### S5-West (ma S8) Herrschingig
A második bővítési szakasz részeként az S5-ös vonal nyugati, Herrschingig tartó ágán (ma S8) is bővítési intézkedésekre volt szükség. A München-Pasing és Freiham közötti szakasz 1913 óta kétvágányú volt a már akkor is nagy forgalom miatt, és 1972-től a teljes útvonalon Herrschingig 20 perces sűrűséget kínáltak. A 20 perces intervallum azonban csúcsidőben nem volt elegendő, ezért néha 10 perces intervallumot kínáltak. A gyorsító vonatok azonban nem tudtak állandó gyakorisággal közlekedni, mivel nem volt elég állomás, ahol a vonatok áthaladhattak volna. Annak érdekében, hogy a teljes útvonalon fix 10 perces intervallumot lehessen biztosítani, a vonalat a második bővítési szakaszban kétvágányúvá kellett volna fejleszteni. 1980-ban biztosították a kétvágányú bővítés finanszírozását. Az építési munkálatok egy évvel később kezdődtek, és hároméves építési időszak után, 1984-ben a második vágányt Unterpfaffenhofen-Germeringig helyezték üzembe. A Gilching-Argelsried és Weßling közötti második vágány építése 1985-ben fejeződött be, és 1986-ban a teljes vonalat Weßlingig kétvágányúvá tették. A Herrschingig tartó külső szakasz még mindig egyvágányú, Seefeld-Hechendorfban egy keresztezési lehetőséggel. Az építkezés során az állomásokon parkolókat és új állomási létesítményeket építettek. A meghosszabbításnak köszönhetően Germering-Unterpfaffenhofen és Weßling között tízperces intervallumot lehetett biztosítani csúcsidőben.

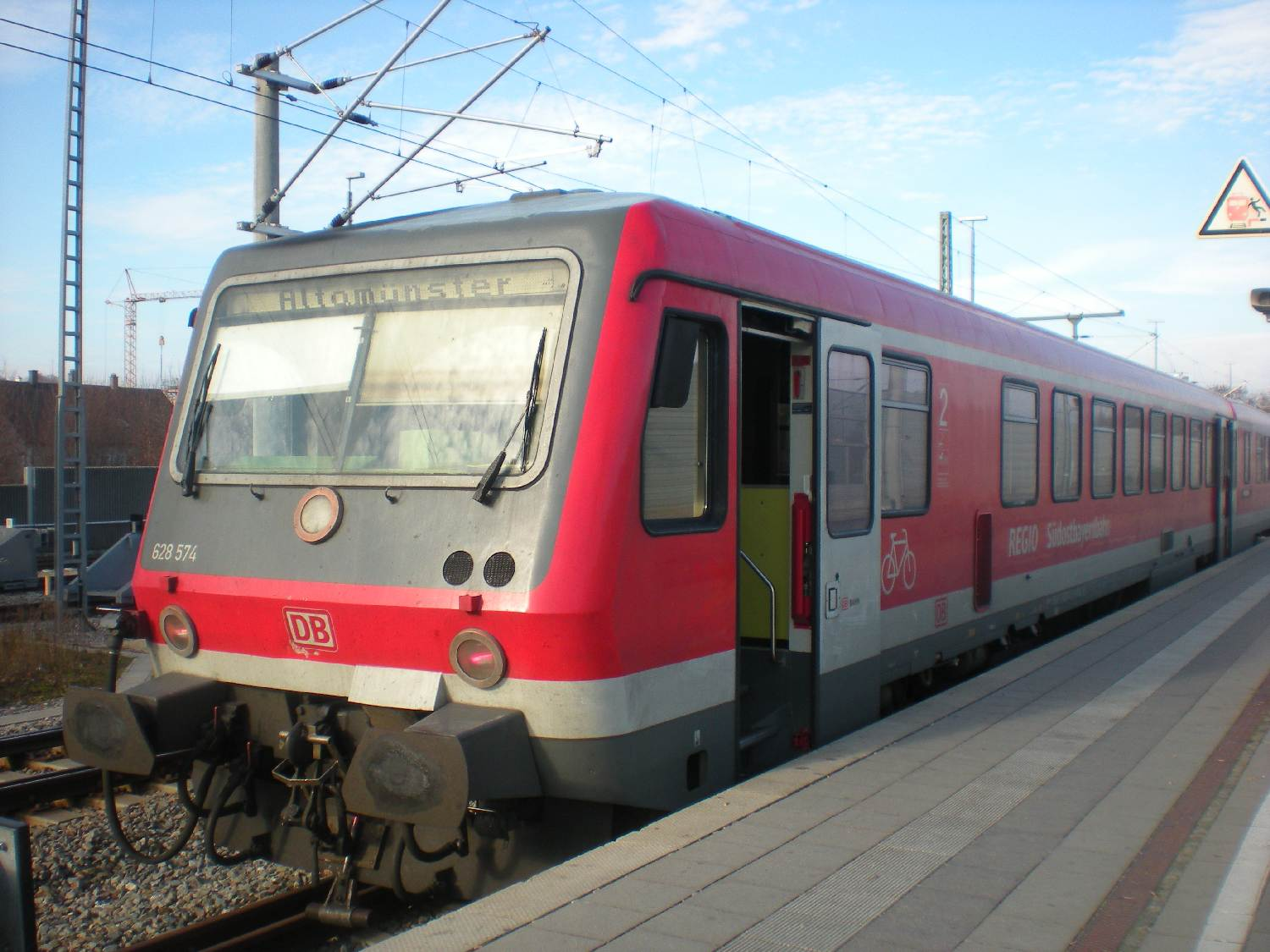
DB 628 sorozatú motorvonat az A vonalon Dachau állomáson

#### Központi terület keleten
A második bővítési szakasz másik része a Leuchtenbergring állomás körüli vágányok átalakítása volt. A Markt Schwaben irányába közlekedő S-Bahn számára Berg am Laimig külön vágányokat alakítottak ki. Ezenkívül egy külön kétvágányú mellékvágányt építettek a München-Steinhausen vasúti pályaudvarig. E munkálatok befejezésével nagyrészt a teljes S-Bahn-hálózaton lehetővé vált a folyamatos 20 perces intervallum.

#### Park-and-ride parkolók
Egy bővítési projekt részeként 1996-ig 90 S-Bahn állomáson 14 600 P+R parkolóhelyet építettek. A kerékpárok számára is új parkolóhelyeket kellett létrehozni, mivel egyre több utas utazott kerékpárral az állomásra. 1996-ban 27 000 parkolóhely állt rendelkezésre a teljes S-Bahn hálózaton, és a kerékpárosok száma az 1990-es évek közepén akár 400 százalékkal is növekedett.

#### S-Ost vonal a repülőtérre
1992. március 17-én az Ismaningig tartó S-Bahn vonalat meghosszabbították az újonnan megnyitott müncheni repülőtérig, és a korábbi Ismaning végállomást egy új alagútállomással helyettesítették. Azóta az S8-as vonal ezen az útvonalon közlekedik.

#### S1-West vonal a repülőtérre
Hat évvel később, 1998. november 29-én az S 1 nyugati ágát is meghosszabbították Neufahrnból a repülőtérig.

#### Az A vonal Dachau - Altomünster
Az A vonal útvonalát 1995-ig korszerűsítették. A vonalat felújították, hogy lehetővé tegyék a fix óránkénti járatsűrűséget. 1994-től 2014-ig DB 628 sorozatú motorvonatokat használtak a vonalon az n-Wagen-ekből álló ingavonatok helyett.
2014 decemberében a vonalat villamos üzemre állították át, és azóta a DB 420-as és DB 423 sorozatú villamos motorvonatok szolgálják ki.

### A tízperces intervallum bevezetése

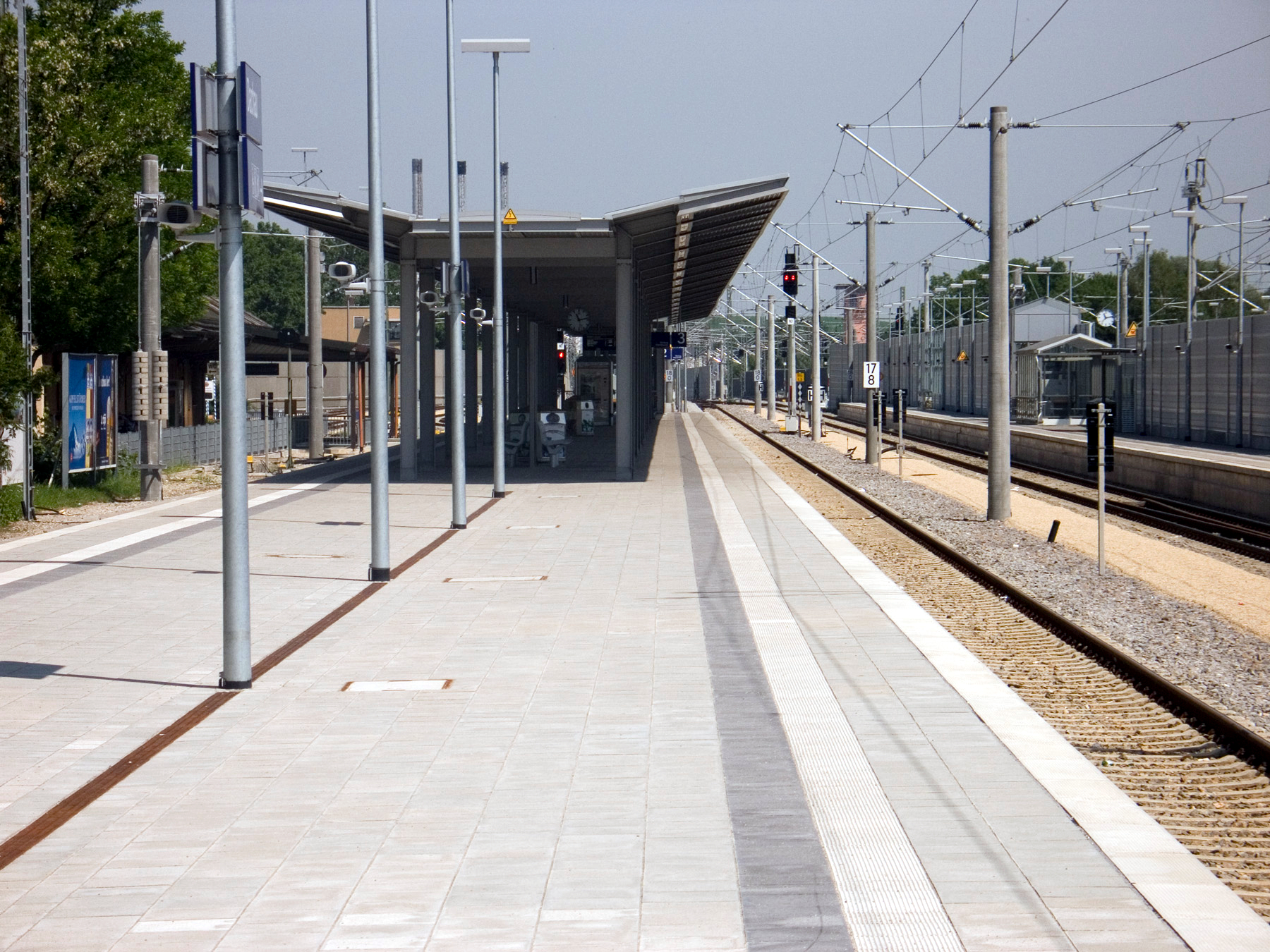
Modern közlekedési eszközök Dachauban

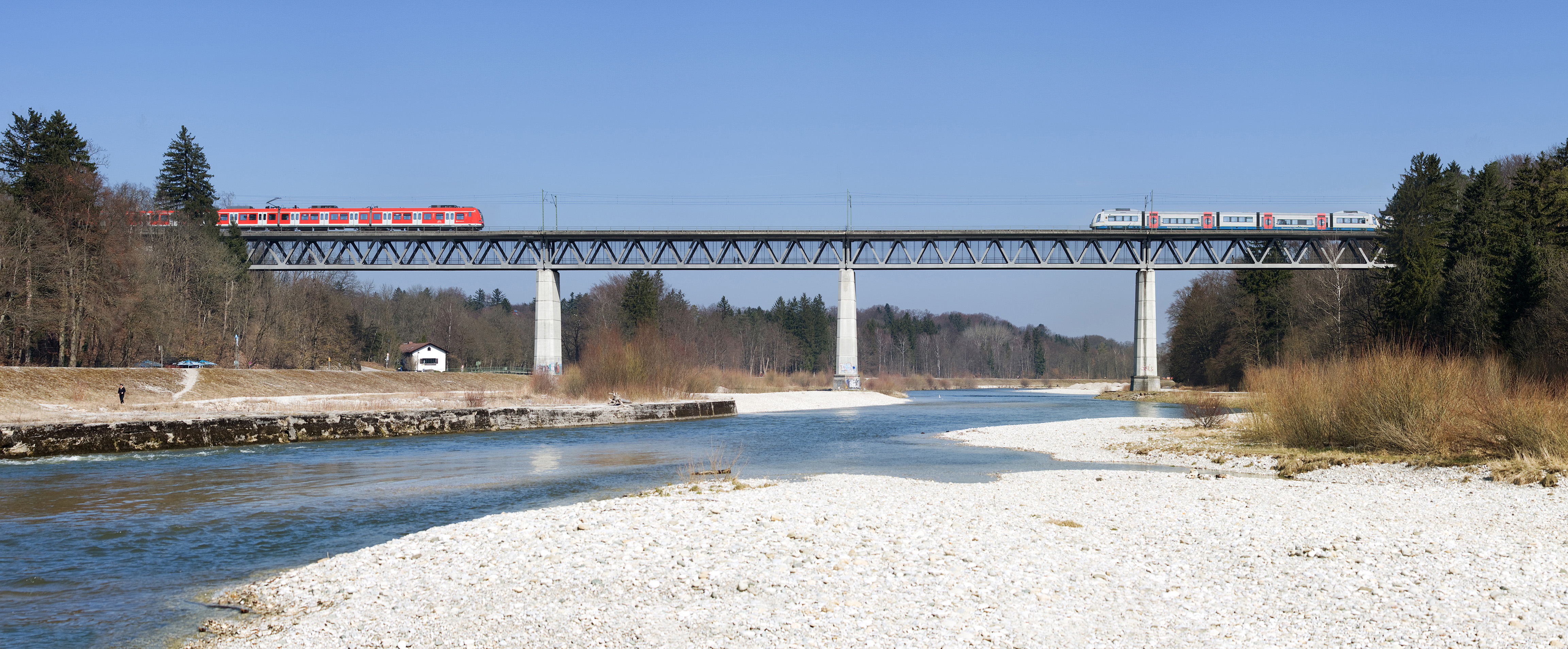
S-Bahn motorvonatok és a Bayerische Oberlandbahn Integralja a Großhesseloher hídon

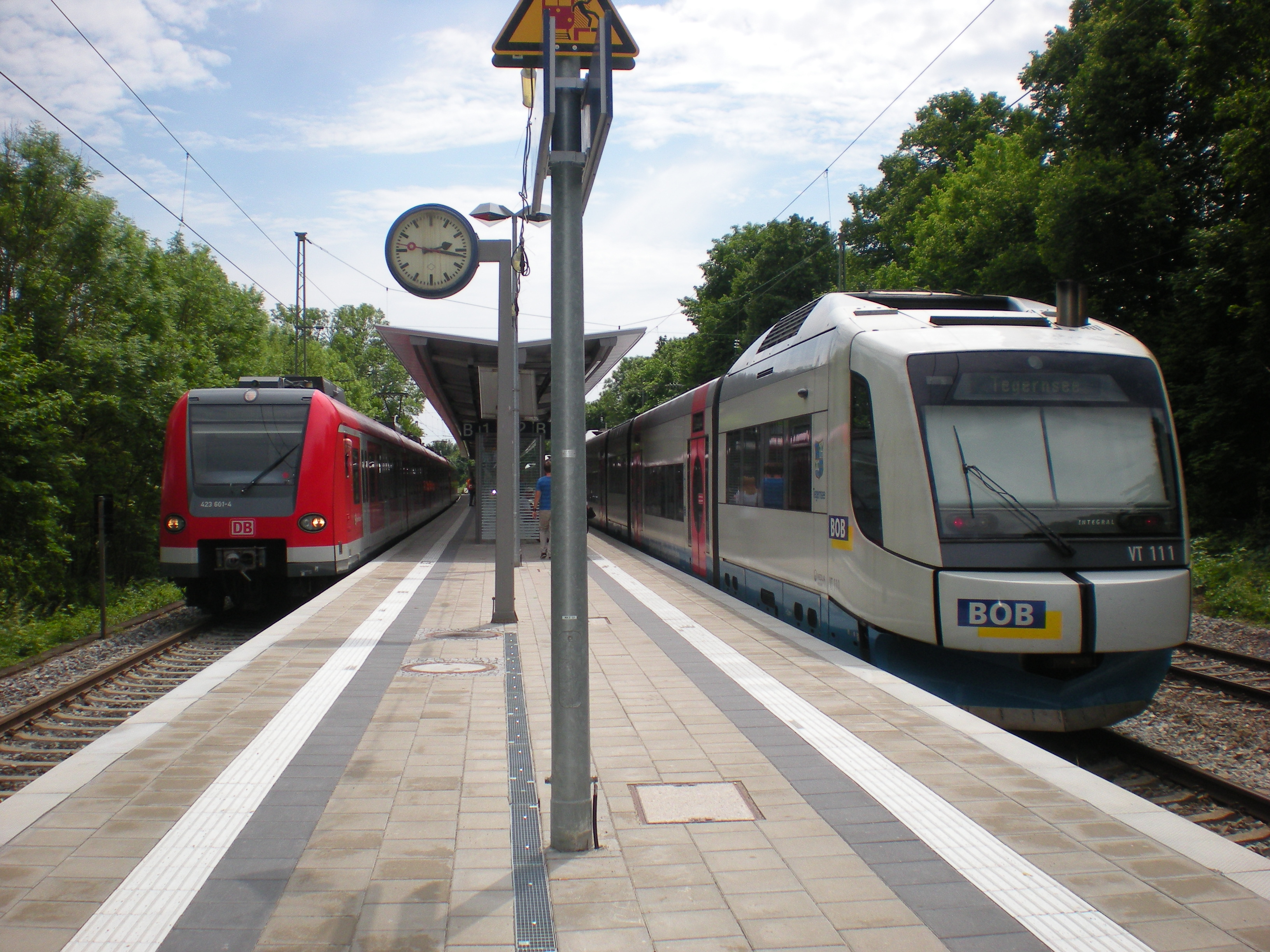
DB 423 sorozat a müncheni S-Bahn S7-es pályáján és a BOB integral motorvonata Harras állomáson.

#### Az S-Bahn hálózat bővítése
A csúcsidőben igen zsúfolt S-Bahn-vonatok miatt szükség volt a járatsűrűség további növelésére. Csúcsidőben a 20 perces ütemet pótvonatokkal lehetett növelni, de ezek nem minden vonalon voltak lehetségesek, vagy nem ütemesen közlekedtek. Ráadásul a fővonal alagútjának kapacitásszűk keresztmetszete miatt a vonatok nem tudtak áthaladni az S-Bahn fővonalán, ami a München-Pasing és München Ost állomáson további átszállásokat jelentett. 1991-ben a helyzet javítása érdekében az Államminisztérium megbízta a Müncheni Szövetségi Vasúti Igazgatóságot, hogy három nyugati és három keleti ágon tegye lehetővé a 10 perces intervallumot. Ehhez egyes vonalakon külön S-Bahn-vágányok meghosszabbítására és építésére volt szükség.
A Giesingből Deisenhofenbe tartó S2 vonal keleti ágának, a mai S3-asnak a kapacitása csúcsidőben kimerült. A 10 perces intervallum csak a kétvágányú szakaszok meghosszabbítással volt lehetséges. A München Ost és München Giesing közötti szakasz már kétvágányú volt, mivel a mai S7-essel közösen használták. A 90 millió német márka értékű projekt építési munkálatai 1995-ben kezdődtek. Az építési munkálatok során az S-Bahn állomásokon park-and-ride parkolókat építettek, és az állomásokat akadálymentessé tették a mozgáskorlátozottak számára is. A Deisenhofen állomáson a mozgáskorlátozottaknak kedvező bővítési intézkedések miatt az építési munkálatokat meg kellett hosszabbítani, mivel az összes vágányrendszert át kellett tervezni. 2004-ben fejeződtek be az építési munkálatok.
Az S2 nyugati ága csúcsidőben is túlterhelt volt. A járatsűrűség további növelése nem volt lehetséges, mivel a vonalat néhány távolsági és regionális vonat is használta. 1992-ben naponta 33 500 utas használta az S-Bahnt Laim és Obermenzing között, és mintegy 19 000 utas tovább Dachauig. 10 perces intervallumokat terveztek a csúcsidőben, hogy több ülőhelyet biztosítsanak. A távolsági vasútvonalak mellett Laim és Dachau között egy külön kétvágányú S-Bahn-vonalat terveztek építeni. A két további vágány építése 1996-ban kezdődött. Az építési munkálatokat a dachaui állomás jelentős átalakítási munkálatai hátráltatták, és néhány állomásépületet le kellett bontani. A közbenső állomásokon mozgáskorlátozottak számára alkalmas peronokat és parkolási és utazási lehetőségeket építettek. A 200 millió német márkába kerülő építkezés 2005. december 12-én fejeződött be. 2004-ben a Dachau és Petershausen közötti szakaszt is saját vágánnyal látták el, hogy a Nürnbergbe tartó nagysebességű vonal távolsági forgalmát elválasszák az S-Bahn forgalmától. Hebertshausen és Röhrmoos között az egyébként egyvágányú külön S-Bahn vonal kétvágányú keresztezési lehetőséget biztosító szakaszt kapott.
Az S6 keleti ága, a mai S2-es vonal, csúcsidőben teljes mértékben kihasználva volt. Mivel a szomszédos települések lakossága folyamatosan nőtt, nagyobb utasforgalomra is számítani lehetett. Ennek kezelésére a Deutsche Bundesbahn ezen a vonalon 10 perces intervallumot tervezett bevezetni csúcsidőben. A 10 perces intervallum azonban csak a Mühldorfba tartó távolsági vágányok és az S-Bahn vágányok szétválasztásával volt lehetséges. A következő években egy külön kétvágányú S-Bahn vonal építését tervezték. Riemig a fővonali vágányokat az egykori keleti müncheni rendezőpályaudvar területére akarták áthelyezni; tovább haladva a fővonal mellett egy új, kétvágányú vonalat akartak építeni. Emellett egy új Poing West megállóhely üzembe helyezését is tervezték. Az állomásokat akadálymentesítették volna, és új park-and-ride létesítményeket építettek volna. Az 500 millió német márkába kerülő építési projektet még nem valósították meg, leszámítva a Berg am Laim-Riem térségében lévő távolsági vasúti vágányok 2003-ban történt áthelyezését a volt München Ost rendezőpályaudvar területére, így a mai napig csak korlátozott, 10 perces intervallumban közlekedő S-Bahn expresszvonatokkal lehet közlekedni a teljes útvonalon.
Az S4 nyugati ágán Geltendorfig és Buchenauig külön S-Bahn vágányok építését is tervezték. Ez Fürstenfeldbruck térségének népességnövekedése miatt vált szükségessé. A München–Buchloe-vasútvonal nagy forgalma kezdetben nem tette lehetővé a csúcsidőben a 10 perces intervallumot, ezért a Deutsche Bundesbahn 1991-ben tanulmányokat készíttetett két további S-Bahn vágány vonalvezetéséről. A terveket 1992-ben elvetették, ma a tervek újrakezdése van kilátásban. Ma már csak néhány vonattal lehet növelni a forgalmat csúcsidőben a vágányok hiánya miatt.
E vonalbővítések során a tízperces intervallumra és a második bővítési szakasz bővítései során kezdetben minden esetben folyamatos 20 perces intervallum valósult meg. 2004 decemberétől aztán a 10 perces gyakoriságot bevezették az S3 (ma Maisach és München között S3, München és Zorneding között S4) Maisach és Zorneding között, valamint az S5 (ma Deisenhofen és München között S3, München és Germering-Unterpfaffenhofen között S8) Deisenhofen és Germering-Unterpfaffenhofen között, ahogyan az ma is létezik. 2005 decembere óta az S2 nyugati ágán München és Dachau között csúcsidőben 10 perces intervallumot is kínálnak. Az összes „Takt 10-es vonal” ma már saját S-Bahn vágányokkal, a többi forgalomtól elkülönítve rendelkezik.

#### A fővonal korszerűsítése
2003 januárjában a Takt 10 projekt megvalósításának részeként újabb nagyszabású S-Bahn építési projekt kezdődött. A fővonalon új jelzőrendszert építettek ki Pasing és Leuchtenbergring állomások között. Emiatt 2004 februárjáig a fővonali alagutat éjszaka és 49 hétvégén lezárták, és föld feletti vonatpótló szolgáltatást kínáltak. Ezenkívül a fővonalon új elektronikus állomási rendszert (ESTW) telepítettek Donnersbergerbrücke és Ostbahnhof közelében lévő alközpontokkal, amelyet a Donnersbergerbrücke melletti üzemközpontból működtetnek.
Az S-Bahn fővonalát 2004 ősze óta az LZB CIR-ELKE II-vel üzemeltetik. Ez a jelzéstechnika lehetővé teszi, hogy a vonatok elektronikus látószöggel, nagyon sűrű vonatgyakorisággal közlekedjenek. Az alagút kapacitása a jelzőlámpás jelzőrendszerrel működő óránkénti 24 vonatról óránként 30 vonatra nőtt az LZB vezetőfülkés jelzőrendszerrel. A kapacitásnövelés azért volt szükséges, mert 2004 decemberétől csúcsidőben egyes S-Bahn vonalakon 10 perces frekvenciát terveztek.
Annak érdekében, hogy a szükséges 24-42 másodperces menetrend szerinti megállási időt tartani lehessen, a fővonalon lévő 13 állomás mindegyikénél két alkalmazottat fognak alkalmazni csúcsidőben az utasok irányítására.
A 2004. december 12-i menetrendváltással a csúcsidőben a Maisachból Zornedingbe közlekedő S4-es vonalon Maisachba, valamint a Germering-Unterpfaffenhofenből Deisenhofenbe közlekedő S5-ös vonalon Germering-Unterpfaffenhofenből Deisenhofenbe tízperces intervallumot vezettek be; a vonatok száma óránként háromról hatra duplázódott. 2005. december 12. óta az S2 nyugati szakaszán Dachau felé szintén megduplázták a járatsűrűséget.
2007-ig a szövetségi, tartományi és vasúti hatóságok mintegy kétmilliárd eurót fektettek a vasúthálózat bővítésébe.

### Az S-Bahn hálózat további fejlesztése

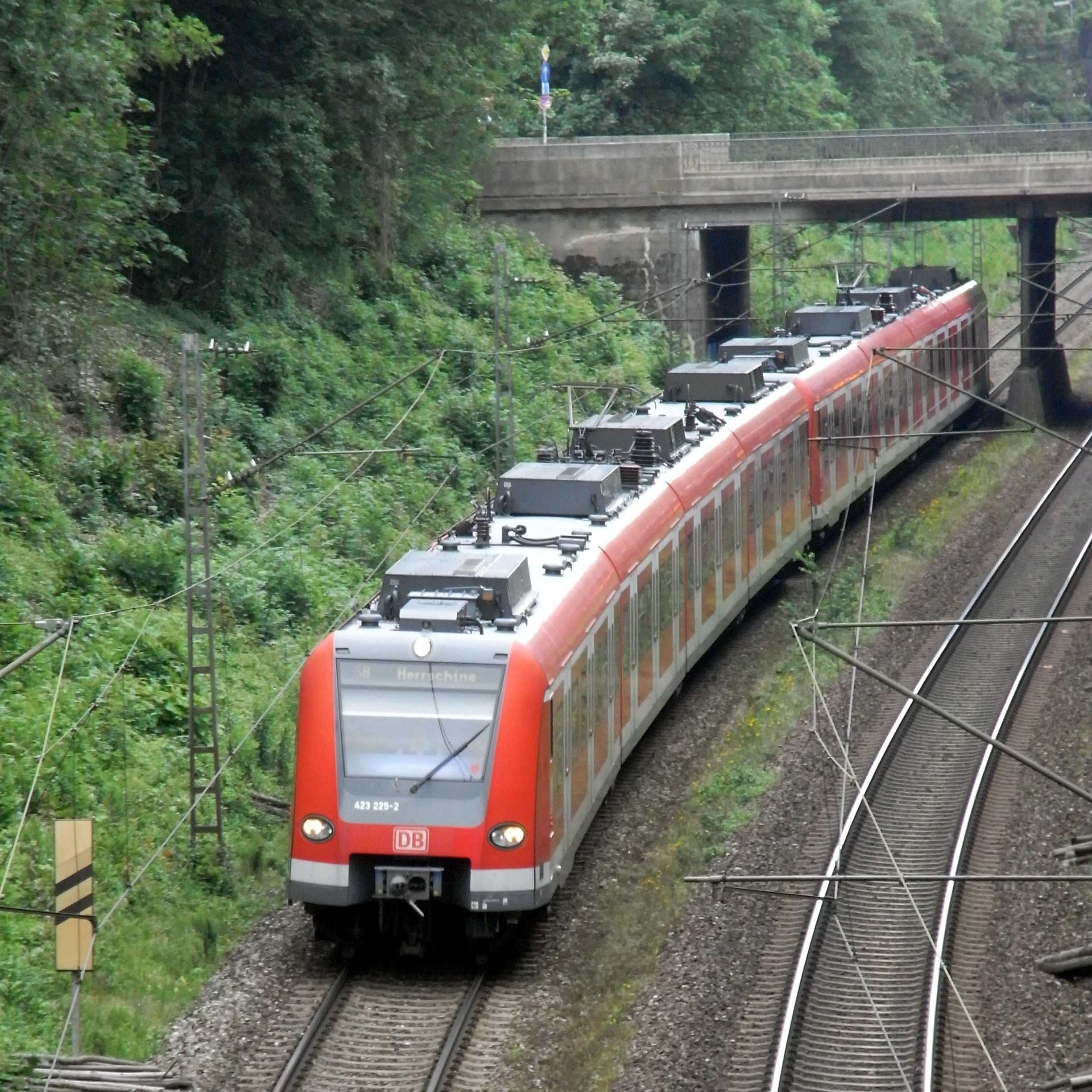
423-as S-Bahn motorvonatok a müncheni Südring fővonali lezárásakor

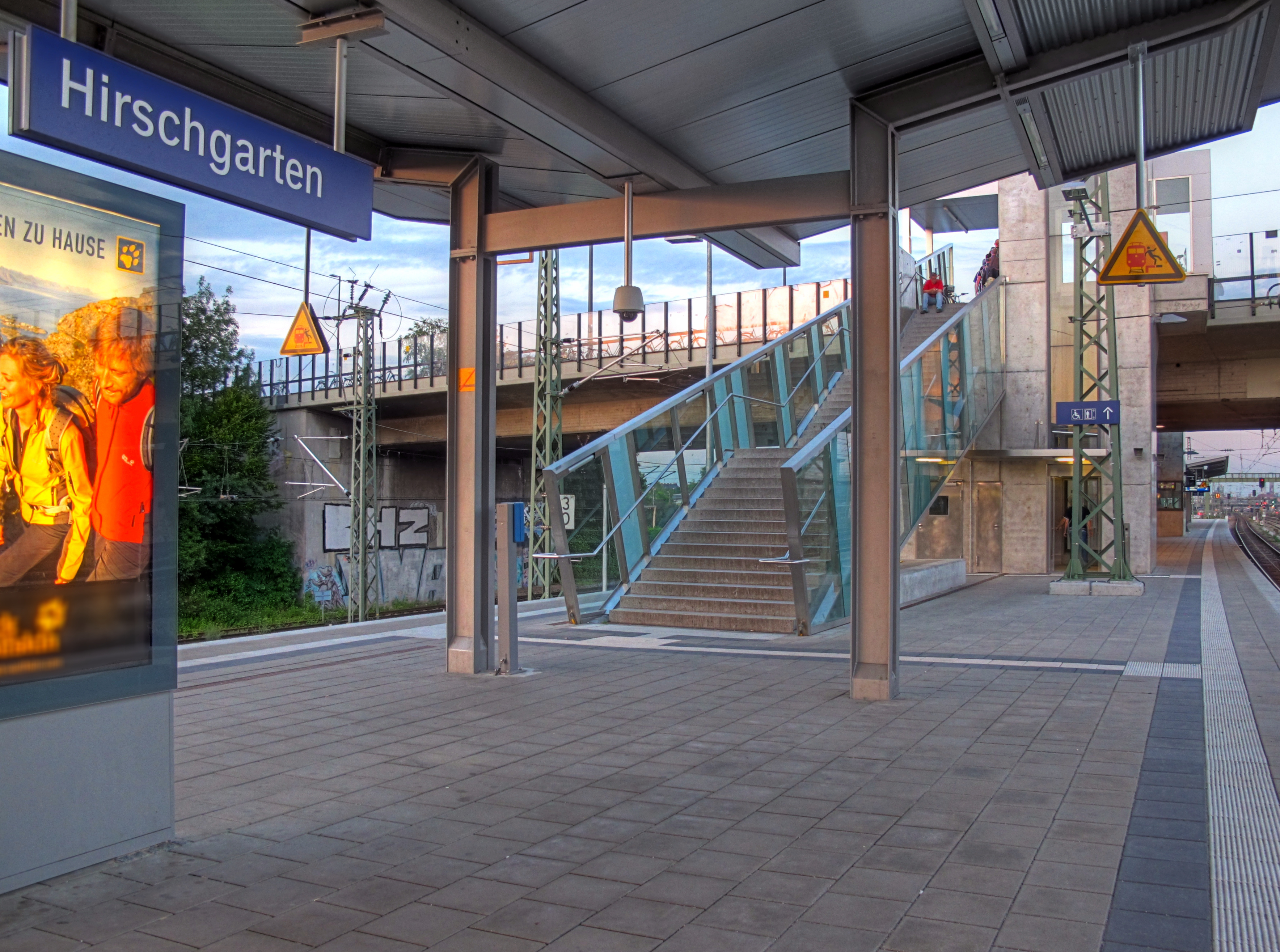
Hirschgarten megálló

2001-ben a korábban a DB Regio által üzemeltetett müncheni S-Bahnt a DB csoporton belül önálló részvénytársaságként alapították, de 2005. november 1-jén visszacsatolták a DB Regio-hoz.
1998 augusztusában a szövetségi kormány, Bajorország Szabadállam és a Deutsche Bahn megállapodott egy úgynevezett 266 millió eurós csomagról, amelynek keretében a 10 perces intervallum bevezetésére vonatkozó, belátható időn belül megvalósítható projektekről állapodtak meg, és 1998 végén finanszírozási szerződést kötöttek. A legfontosabb pont a Pasing és Ostbahnhof közötti irányítástechnika és biztosítóberendezés korszerűsítése volt, beleértve egy vonali vonatbefolyásoló rendszer kiépítését. 2001 és 2005 között a 266 millió eurós program keretében folytatták a külső vonalakon az építési munkálatokat a kétvágányú pálya bővítésére. E program részeként 2001. június 10-én Starnberg Nordban (S6 West) és 2005. december 11-én Untermenzingben (S2 West) új S-Bahn állomásokat nyitottak. A projekt pénzügyi keretein belül a külső vonalak néhány meglévő állomását akadálymentesítették. 2005. november 21-én az S8-as repülőtéri vonal Unterföhring településen lévő, Johanneskirchen és Ismaning közötti szakaszát a föld alá helyezték, és az önkormányzat kérésére létrehozták az új Unterföhring alagútállomást. 2009. december 13-án új megállóhelyet avattak Hirschgartenben az S-Bahn fővonalán Laim és Donnersbergerbrücke között.

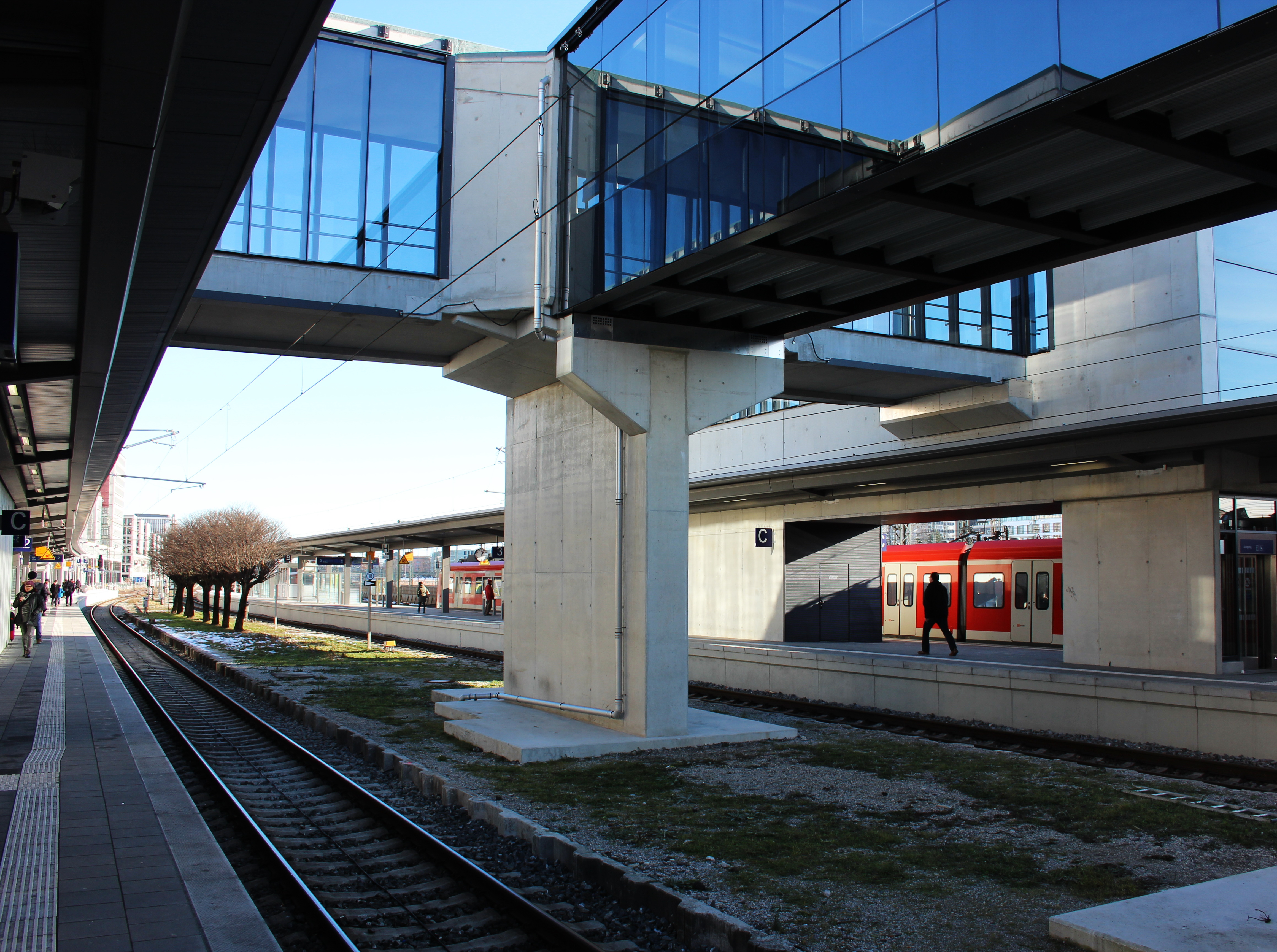
Újonnan épített peronok a Donnersbergerbrücke állomáson (2015)

2012 júniusában, júliusában és augusztusában a fővonalat hét hétvégén lezárták, hogy felújítsák a föld feletti vágányokat. Ennek során a fővonalon lévő 27 kitérőből 18-at fűtőberendezéssel láttak el, hogy télen ne fagyjanak be. Emellett néhány alagútállomáson megújították a tűzvédelmi rendszereket, és új üvegszerkezeteket építettek a mozgólépcsők köré, hogy tűz esetén megakadályozzák a füst beáramlását. A lezárás ideje alatt vonatpótló járatokat állítottak fel, és az S8-ast a Südringen keresztül terelték át. Mivel pénzhiány miatt nem minden váltót tudtak fűtőberendezésekkel felszerelni, és a tűzvédelmi rendszerek kiépítése még nem fejeződött be, a fővonali lezárások 2013 nyarán és őszén is folytatódtak. Ez idő alatt különösen Donnersbergerbrücke állomást korszerűsítették és akadálymentesített liftekkel szerelték fel. A lezárások 2013. július 22-én kezdődtek és 2013. december 20-ig tartottak. A nyáron hat hétvégén a fővonalat teljesen lezárták, és vonatpótló járatokat indítottak. A fennmaradó hétvégéken Pasing és Ostbahnhof, valamint Hackerbrücke és Ostbahnhof között 20 percenként közlekedtek az ingavonatok. 2014 márciusától júniusáig a Donnersbergerbrücke állomáson még hátralévő munkálatok miatt további lezárásokra került sor hétvégenként és a késő esti forgalomban. 2014. március és június között további lezárásokra került sor. A Donnersbergerbrücke állomáson még hátralévő munkálatok miatt további lezárásokra került sor hétvégén és a késő esti forgalomban. Két hétvégén Pasing és Hackerbrücke között sínpótló járatokat állítottak be, egyébként ingázó S-Bahn vonatok közlekedtek.
2013. szeptember 14-én az S8-as vonalon megnyitották a Freiham megállót, amely az új freihami lakónegyedet szolgálja ki, és az 1975-ben bezárt Freiham állomástól egy kilométerre keletre található. Az építési munkálatok 2012. június 12-én kezdődtek.
2013. december 15-én megszűnt a főpályaudvarról Deisenhofenbe közlekedő S27-es járat; az utazásokat a Bayerische Oberlandbahn félóránként közlekedő Meridian vonatai vették át, amelyeket csúcsidőben Holzkirchenen és a Mangfalltalbahnon keresztül Rosenheimig meghosszabbítottak. Ezenkívül az S20-as vonal végállomását Deisenhofenből Höllriegelskreuthba helyezték át az Isartalbahn nevű vasútvonalon. A München–Holzkirchen-vasútvonalon tehát már nem közlekednek S-Bahn-vonatok Solln és Deisenhofen között.
2014-ben villamosították a Dachau–Altomünster-vasútvonalat, amelyet korábban az A vonalnak neveztek. Ezenkívül Bachern és Schwabhausen között egy kétvágányú szakaszt és egy további csomóponti állomást építettek Erdwegben. A tervengedélyezési eljárás 2013 januárjában zárult le. 2014. április 28. és december 13. között a vonal villamosítása miatt az A vonalon Dachau és Altomünster között szünetelt az üzem, és a DB 628 sorozatú  motorvonatokat autóbuszokkal végzett vasúti pótlójáratok váltották fel. Az átalakítási munkálatok befejezését követően 2014. december 14-én megkezdődött a villamos üzem. A csúcsidőben az óránkénti járatsűrűséget 30 percenkénti gyakoriságra emelték. A vonalat szárnyvonalként az S2 szolgálja ki. A legutóbbi költségbecslés 47 millió euró volt. Az építkezés eredetileg 2012-ben kezdődött volna, a befejezést pedig 2013-ra tervezték.
A 2016. decemberi menetrendváltástól a hétfőtől csütörtökig a délutáni csúcsforgalomban már hétfőtől péntekig biztosított 10 perces sűrűség pénteken is megvalósult. Ez több mint száz plusz járatot, vagyis vonalanként akár 23 plusz járatot jelentett.
2024 decemberétől a Wolfratshausen és a Kreuzstraße közötti meglévő S7-es vonal két különálló vonalra osztották. Míg a Wolfratshausen felől érkező S7-es leválik a fővonalról, és a jövőben - a korábbi S27-eshez hasonlóan - a Donnersbergerbrücke állomásról a főpályaudvar északi végében lévő 36-os peronig a Hackerbrücke megálló kihagyásával a föld felett közlekedik, addig egy új vonal Pasingból indul, újra bevezeti az S5 jelzést, a fővonalon közlekedik, és az S7-es helyett a Kreuzstraße felé halad tovább. Csúcsidőben az S5 már Germering-Unterpfaffenhofen vagy Weßling állomásról indul, és így teljesen kiváltja az S8-as 10-es intervallumú erősítő járatokat. Ezáltal a Pasing és Donnersbergerbrücke közötti járatok száma a csúcsidőn kívüli órákban 12-ről 15-re nő óránként, míg a Donnersbergerbrücke és Ostbahnhof között a csúcsidőben 30-ról 27-re csökken a járatok száma. A hosszabb vonatok használatával az óránkénti férőhelyek száma változatlan marad. Összességében a remények szerint ez stabilizálja a menetrendet és csökkenti a késéseket.

### Pályázat 2017
2017. június 16-án a BEG európai szintű pályázatot írt ki a müncheni S-Bahn-hálózat közlekedési szolgáltatásaira. Az első üzemeltetési szakaszban legkorábban 2019 decemberétől évente mintegy 21,3 millió vonatkilométert kell biztosítani. A második fővonal üzembe helyezésével (várhatóan 2028 decemberében) kezdődik a második üzemeltetési szakasz, amelyet még nem terveztek meg részletesen, jelentősen kibővített közlekedési szolgáltatással. A szerződés pontos futamideje még egyeztetésre vár, és legkésőbb 2027 decemberében, illetve 2034 decemberében jár le. A vasúti közlekedési vállalatnak a szerződés időtartama alatt új járműveket kell beszereznie, amelyeket a Szabadállam finanszíroz, és a szerződés lejártakor át kell adnia a következő üzemeltetőnek. Kezdetben 1993-tól használt járművek használata is megengedett. 2018. március 23-án járt le az érdeklődők jelentkezési határideje.. Kritika érte, hogy a pályázat feltételei a Deutsche Bahn AG igényeihez igazodtak.
Az első üzemeltetési szakasz a 2020. decemberi menetrendváltással valósult meg, beleértve a 20 perces frekvenciát a külső ágakon a kora reggeli órákban és a napi több mint 200 hosszabb vonatot. A szerződés 2034 végéig tartó második üzemeltetési szakasza a második fővonal üzembe helyezésével valósult volna meg, a szállítási teljesítmény évi 20,9 millió vonat-kilométerről 29,1 millióra történő növelésével.
A 2. müncheni S-Bahn-szerződés 2034. december 10-től szól, és kezdetben 29,1 millió vonat-kilométerre szól. A szerződés tervezett időtartama és a bejárandó vonalszakaszok nyitottak.

### Különleges események
1988 szilveszterén egy mozdonyvezető Ebersbergben egy Münchenből érkező vonat vezetőfülkéjéből a fék rögzítése nélkül távozott. A DB 420 sorozatú motorvonat (420 053), amelyben már nem tartózkodtak utasok, ezután elindult a lejtős pályán. Egészen Wasserburg am Inn állomásig gurult, ahol a diszpécser egy mellékvágányra tudta irányítani.
2003. augusztus 16-án súlyos baleset történt Neufahrn állomáson: egy S1-es járatot két vonatra osztottak, amely menetrend szerint Freisingba és a repülőtérre tartott. Kedvezőtlen körülmények láncolata miatt (többek között sűrű köd, rossz szerkezeti berendezések Neufahrn állomáson, a fővonalon folyó építkezések miatt helytelenül kiosztott vezérlőkódok) a vonat hátsó része mintegy 50 km/h sebességgel összeütközött az első résszel. Mintegy két tucat utas megsérült, a vonat hátsó szakaszának vezetője beszorult és súlyosan megsérült. A balesetben érintett két szerelvényt (423 225 és 423 227) megjavították, és mintegy két év múlva újra menetrendszerű szolgálatba állhattak.
2004. május 8-án Leuchtenbergring állomáson egy S-Bahn vonat (423 190) összeütközött egy építővonattal, amely több megállási jelzést figyelmen kívül hagyott. A mintegy 110 utas közül 54-en megsérültek, közülük heten súlyosan.
2008. november 3-án este München-Pasing állomáson az S8-as vonalon közlekedő müncheni S-Bahn vonaton megszületett az első és eddig egyetlen gyermek, aki születése alkalmából a Deutsche Bahntól élethosszig tartó ingyenes bérletet kapott minden müncheni S-Bahn utazásra.
2009. szeptember 12-én Dominik Brunnert két fiatal meggyilkolta a Solln S-Bahn állomáson. Előzőleg négy diákot próbált megvédeni a fiataloktól, akik meg akarták zsarolni őket. Brunner a Großhadern kórházban halt meg súlyos sérülésekkel, szívmegállás következtében. A következő napokban Dominik Brunnert többször is kitüntették, és létrehozták a Dominik Brunner Alapítványt a civil kurázsiért.
2013. február 21-én este egy lerobbant autószállítót az S-Bahn vonat az S4-es vonalon az emmeringi vasúti átjárónál elütött és darabokra tépett. A teherautó 62 éves vezetője a repülő törmelékektől életét vesztette. Az S-Bahn vezetője a két jármű (423 125 és 423 143) jelentős sérülése ellenére sértetlen maradt. Csak egy utas sérült meg könnyebben, akit a helyszínen ambulánsan kezeltek. Mindkét járművet több hónapos javítási munkálatok után 2013 augusztusában állították újra forgalomba.
2014. május 7-én súlyos baleset történt Olchingban: egy S-Bahn vonat összeütközött egy kétéltű kotrógép gémjével. A mintegy 100 km/h sebességgel haladó vonatot a kanál átvágta és súlyosan megrongálta. Mivel üres útról volt szó, az utasok nem sérültek meg, de a vonat vezetője súlyosan megsérült. A súlyosan sérült vasúti kocsit (423 206) a gyártó újjáépítette. Kiterjedt tesztelés és átvételi futamok után a jármű 2017 szeptembere óta ismét személyszállítási forgalomban van.
2022. február 14-én 16:40 körül Ebenhausen-Schäftlarn állomás közelében vasúti baleset történt egy egyvágányú szakaszon, az S7-es vonalon két vonat frontálisan ütközött, egy ember meghalt és 18-an megsérültek, közülük hatan - köztük a két mozdonyvezető - súlyosan megsérültek. A két motorvonatban összesen 95 ember tartózkodott. Mintegy másfél évvel később vádat emeltek az egyik mozdonyvezető ellen. Vannak arra utaló jelek, hogy a krefeldi javítóműhelybe szállított sérült motorvonatokból a sérült vezetőfülke kocsikat és egy-egy középső kocsit eltávolították, a megmaradt kocsikat pedig újra összerakták egy teljes DB 423-assá.

## Működés

### Működésirányítás

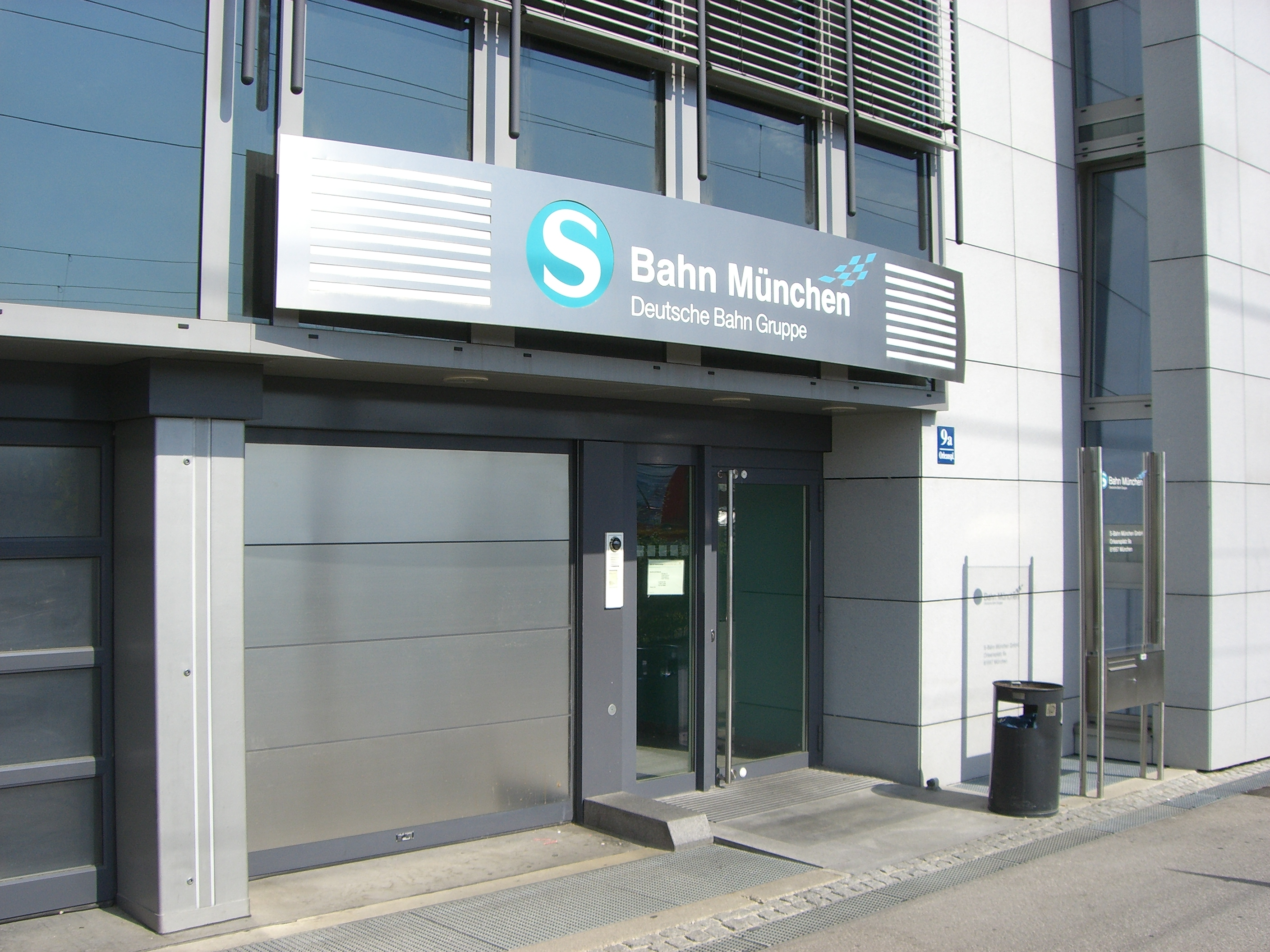
A müncheni S-Bahn igazgatási központja Ostbahnhof állomáson

#### Irányítóközpont
Az S-Bahn üzemeltetésének egy részét a DB Netz AG müncheni üzemközpontja irányítja a Donnersbergerbrücke közelében. Három számítógép segítségével elemzik a vonatfelügyeletből és a külső vonalak jelzőállomásaitól származó adatokat a menetrendi adatok segítségével. Az S-Bahn területi diszpécsernek több monitor jeleníti meg az S-Bahn vonatok futási viselkedését, és a forgalomban tapasztalható üzemi eltéréseket is kiemelik. Üzemzavarok vagy vonatkimaradások esetén a további menetrenddel kapcsolatos döntéseket a területi diszpécser hozza meg az S-Bahn irányítóközpont diszpécsereivel konzultálva. Az S1, S2, S3, S4, S6 és S8 vonalak nyugati szakaszainak diszpécserei ugyanabban az épületben találhatók; az adott vonalak keleti ágait továbbra is a vonalon lévő diszpécserek irányítják. Az irányítóközpont a München Ostbahnhof állomáson az S-Bahn adminisztrációs épületben található.

### Utastájékoztatási rendszer

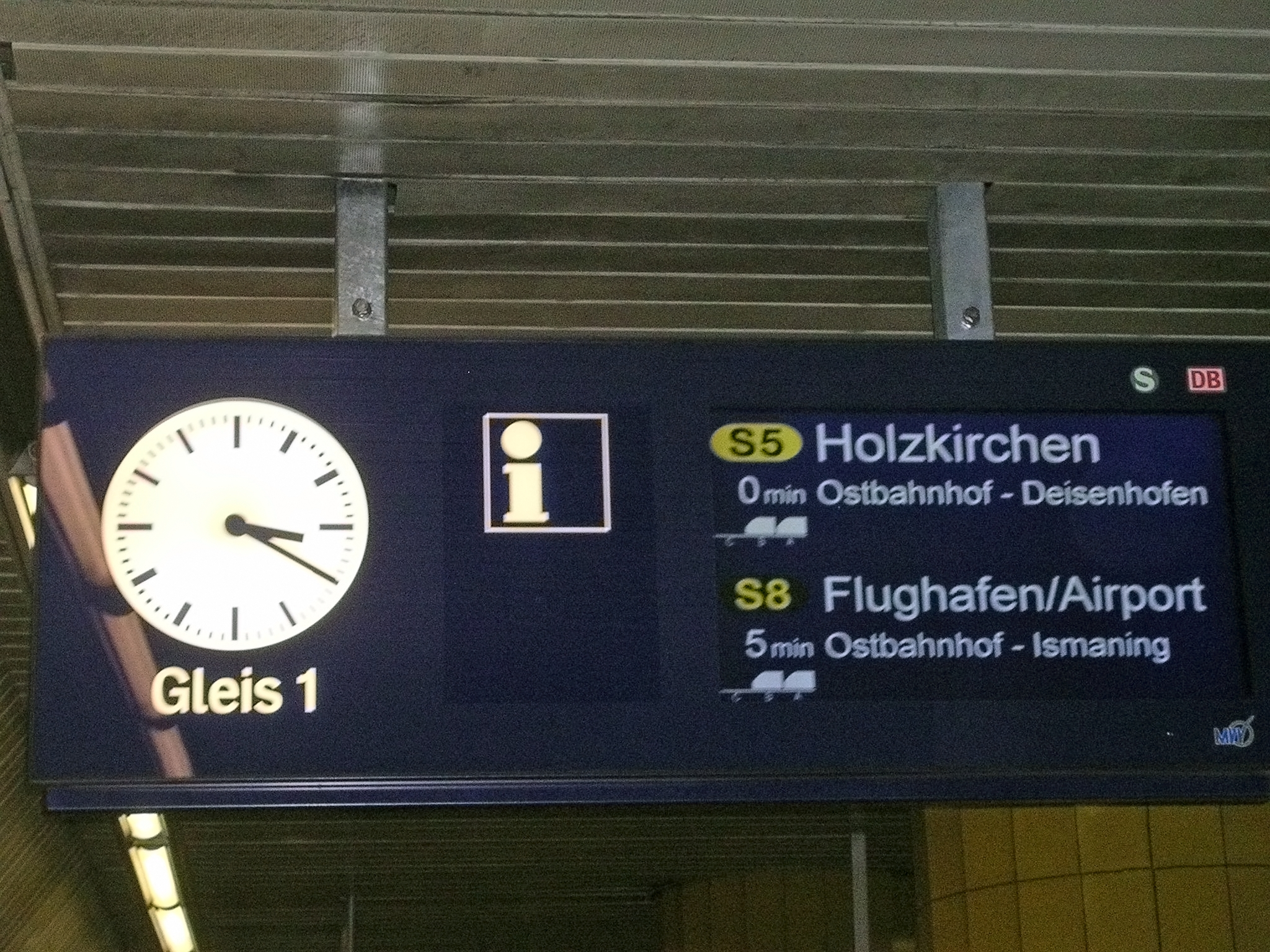
Modern vonat célállomás kijelző a fővonal alagútjában

Az S-Bahn hálózat 1972-es megnyitásakor minden fővonali állomást és minden olyan állomást, ahol legalább két S-Bahn vonal áthalad, peronszegélyenként egy-három járatot mutató kijelzővel szereltek fel. Valamennyi kijelzőt csukólapos kijelzőként alakítottak ki, amelyen a vágányszám, a vonal és a vonat célállomása volt feltüntetve. A fővonalon lévő alagútállomásokon némileg módosított csepplemezes kijelzőket használtak, amelyek szöveges formában is tájékoztattak a vonat hosszáról és az utolsó előtti vonatról. Valamennyi kijelzőt az AEG-TELEFUNKEN cég gyártotta, a benne lévő technológiát a Solari cég szállította. 1977-től az összes vonat célállomás kijelzőt új, lehajtható lapos modulokkal látták el, így az egyes vonalakat színesben, a vonatok hosszát pedig szimbólumos formában jelenítették meg. Minden kijelzőt automatikusan vezéreltek az üzemközpontban lévő központi számítógépen keresztül, a tárolt menetrend, a más állomásokon lévő vágányok foglaltsága és a tengelyszámlálás alapján. A diszpécserek az üzemzavarok esetén kézzel is módosíthatták a kijelzőket.
A bukólapos kijelzőket eredetileg kőszürkére festették, majd változó specifikációkkal festették át, először égszínkékre, később éjszakakékre. A főpályaudvaron és az Isartalbahn felé vezető déli tengelyen elhelyezett kijelzőktől eltekintve a vezérléstechnika nagyrészt megfelel a metró kijelzőinek.

A repülőtérre vezető S-Bahn-vonal 1992-es megnyitásával a repülőtéren először a cseppkijelzők helyett folyadékkristályos kijelzőket (LCD) használtak, amelyek sokkal rugalmasabbak voltak a megjeleníthető információk tekintetében. 2004-ben a fővonalon az LZB-technológia bevezetésével a cseppkijelzőket a nyílt állomásokon LCD vonatcéljelzők, az alagútállomásokon pedig TFT-kijelzők váltották fel. Az összes többi állomáson szintén LCD-kijelzőkkel váltották fel őket. Az összes olyan állomást, ahol nem voltak vonatmegjelenítők, fokozatosan LCD-kijelzőkkel szerelték fel és szerelik fel. Az elektromos kijelzőkkel nem rendelkező állomásokon az utasokat hangosbemondókon keresztül tájékoztatják a szolgáltatási zavarokról. 2009 decembere óta a vonatokon belüli bemondásokat Regina Wallner (német) és Graham Baxter (angol) hangján szólal meg.

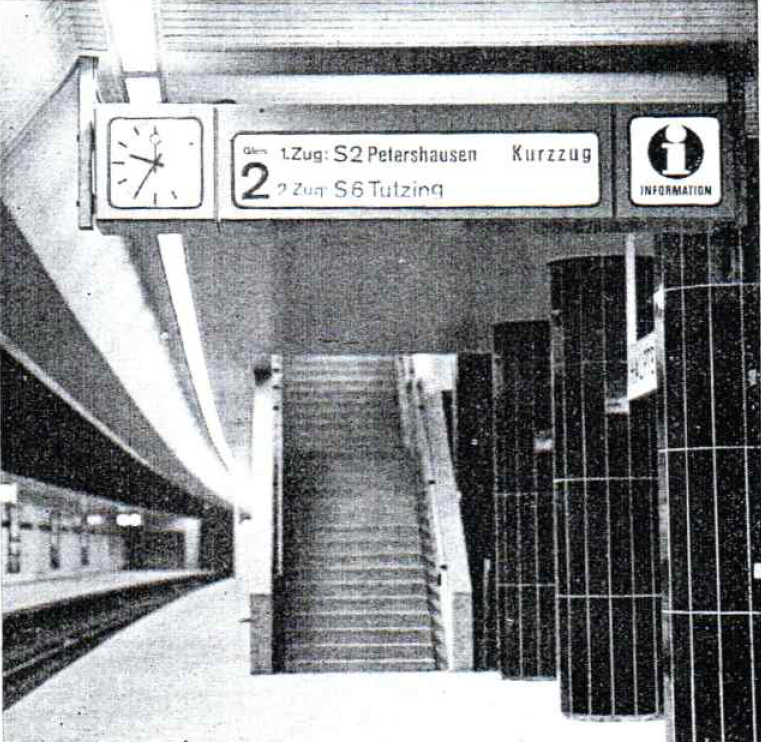
Történelmi kép egy alagútjelzőről, nyitási lenyomattal (1974 körül)
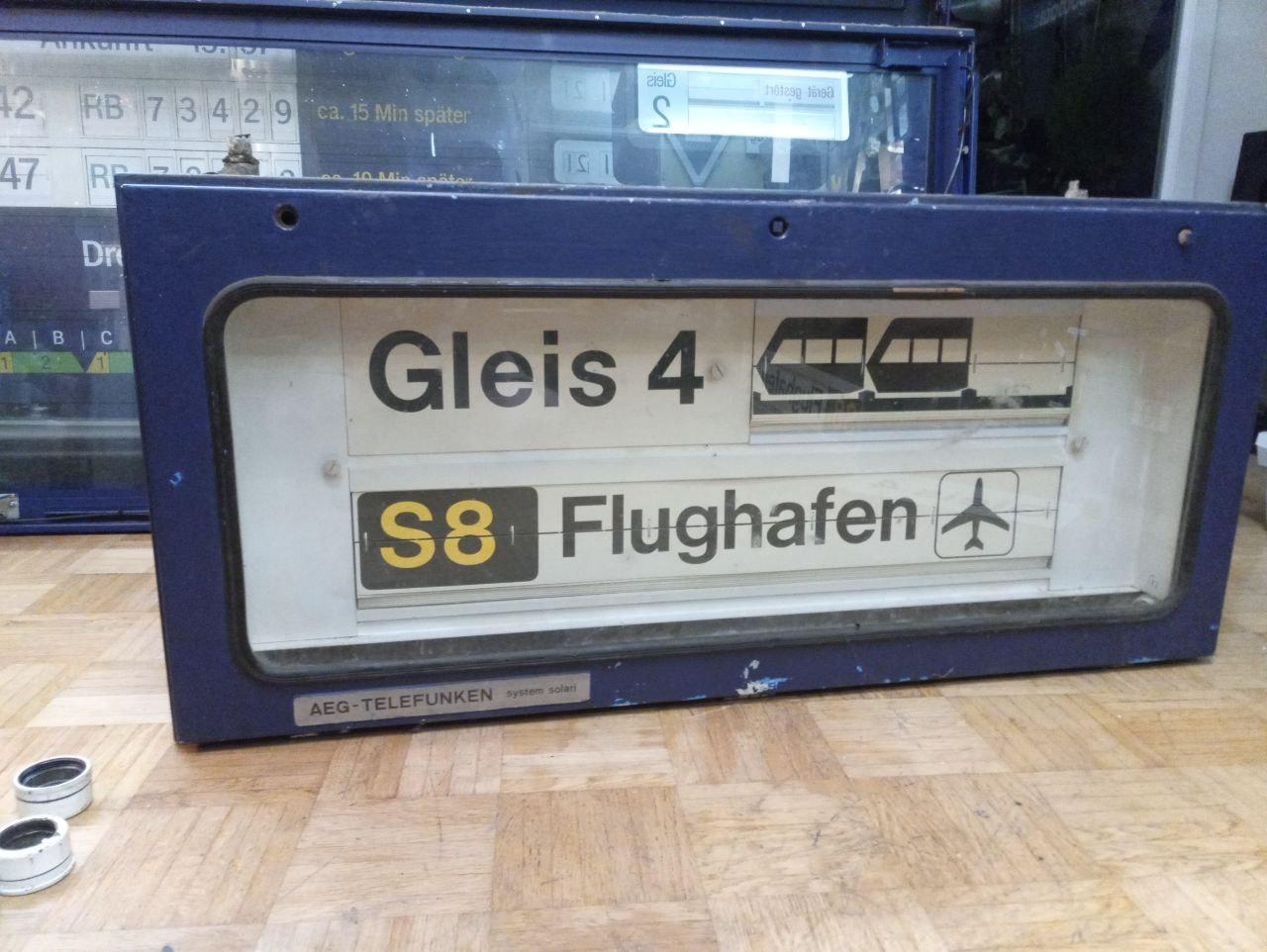
Lapozós kijelző Leuchtenbergring állomásról, a 4-es vágányról
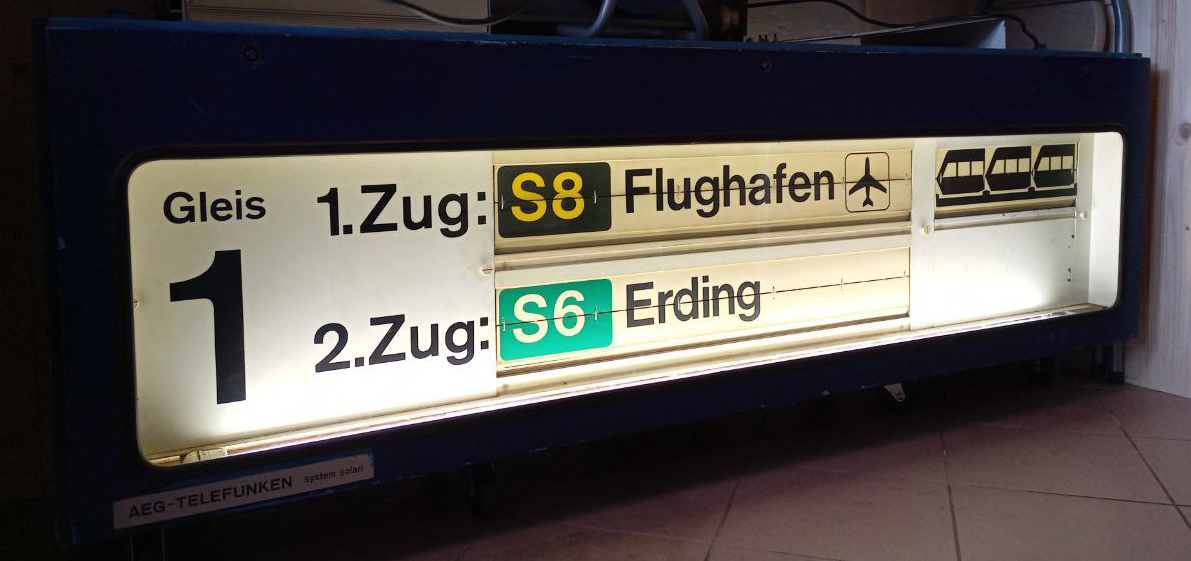
Az egyik alagútállomásról származó lapozós kijelző (az oldalra csavart óra és információs kocka nélkül)